# Verdad

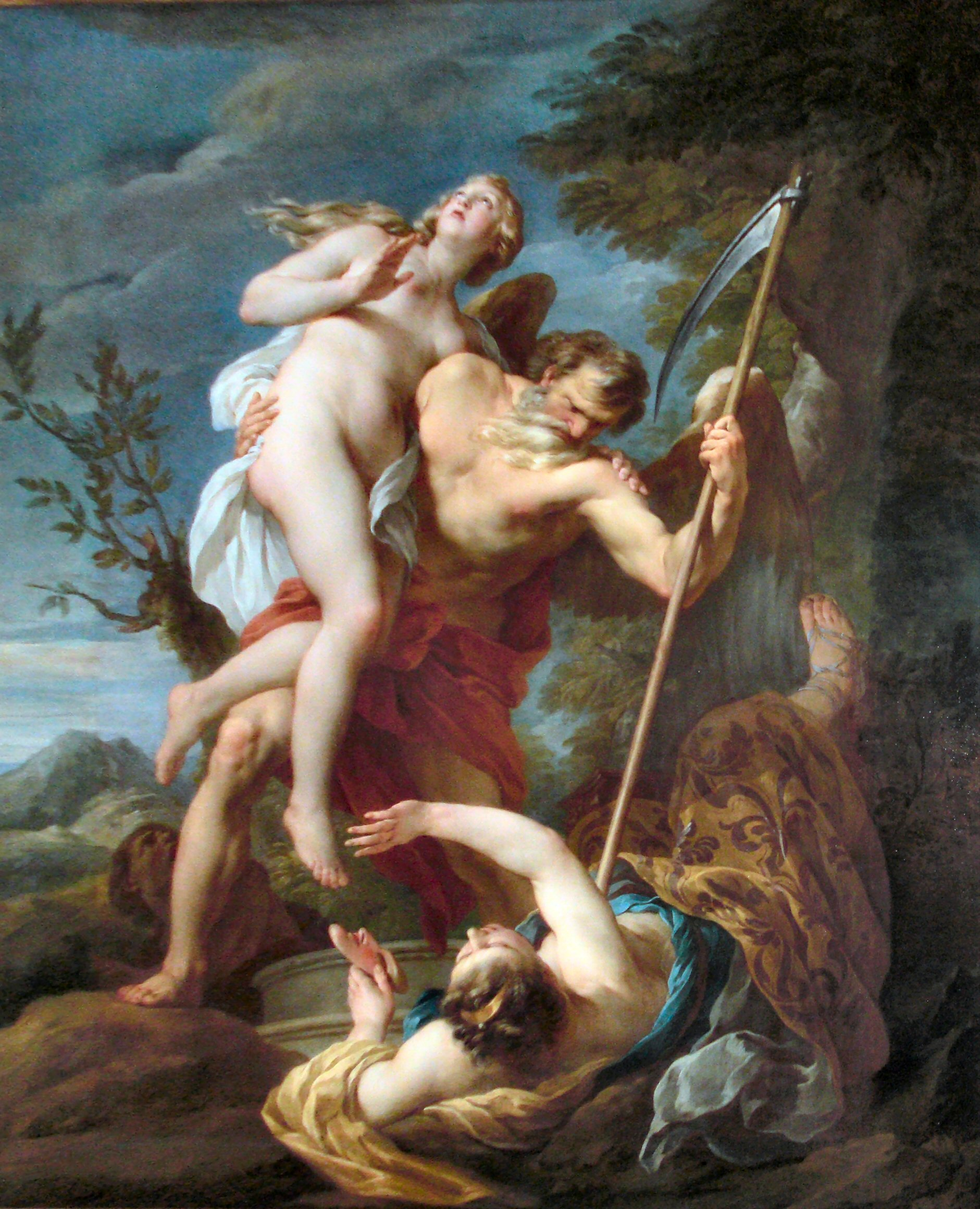
El Tiempo salvando a la Verdad de la Falsedad y de la Envidia, tela de François Lemoyne, 1737.

La verdad (o veridicidad) se entiende, tanto en filosofía como en el uso ordinario, como la propiedad por la cual ciertos contenidos —las llamadas unidades portadoras de verdad (truth-bearers)— guardan acuerdo con los hechos o con la realidad. Dichas unidades suelen contarse entre creencias, proposiciones y oraciones declarativas con significado estable.
Lejos de ser un tecnicismo, la noción articula prácticas sociales y epistémicas de amplio alcance —desde la investigación científica, el periodismo y el derecho hasta la teología, el arte y la semiótica— y figura como norma de la aserción (según la cual, al afirmar, se pretende decir algo verdadero), aun si otras normas competidoras como la del conocimiento han sido defendidas.
En la literatura contemporánea, el mapa teórico se organiza en varias familias: 
1. Las teorías sustantivas, entre ellas las correspondentistas —que explica la verdad por un ajuste entre contenido y mundo, ya sea postulando hechos/estados de cosas o, de modo más austero, recurriendo a referencia y satisfacción—;[7][8][9][10] las coherentistas, que la hace depender del encaje de creencias en un sistema holista;[11][12] y las pragmáticas, que vinculan lo verdadero con el fin autocorrectivo de la indagación o con la utilidad verificada en la práctica.[13][14]
2. Las corrientes constructivistas y de consenso, que subrayan la dimensión social e histórica de los criterios de aceptación.[6]
3. Los enfoques deflacionarios/minimalistas, que tratan “es verdadero” como dispositivo lógico-expresivo más que como propiedad robusta.[15][16][17][18]
4. El pluralismo de la verdad (o pluralismo alético), que sostiene la realización múltiple del rol funcional de lo verdadero según dominios (e.g., correspondencia en lo fáctico y asertabilidad garantizada en lo normativo).[19][20][21]
5. Los enfoques formales, que estudian la verdad con herramientas lógicas y semánticas: la concepción semántica de Alfred Tarski (Convención T, definiciones recursivas por referencia/satisfacción), las lógicas no bivalentes asociadas a oraciones “no fundamentadas”, y la semántica de hacedores de verdad (truthmakers), donde ciertos estados de cosas sirven de verificadores o falsificadores hiperintensionales.[1][22][23][24][25][26][27][28]

Estas familias se entrecruzan con el debate realismo/antirrealismo, i.e., toda vez que se polemiza sobre cuestiones como la bivalencia, la objetividad de la referencia o la verificabilidad; y con teorías del significado basadas en condiciones de verdad o en su crítica. En conjunto, el panorama actual concibe la verdad como un nodo donde convergen mundo, lenguaje y práctica, susceptible de modelarse rigurosamente y, a la vez, de modularse según el tipo de discurso en cuestión.

## Etimología

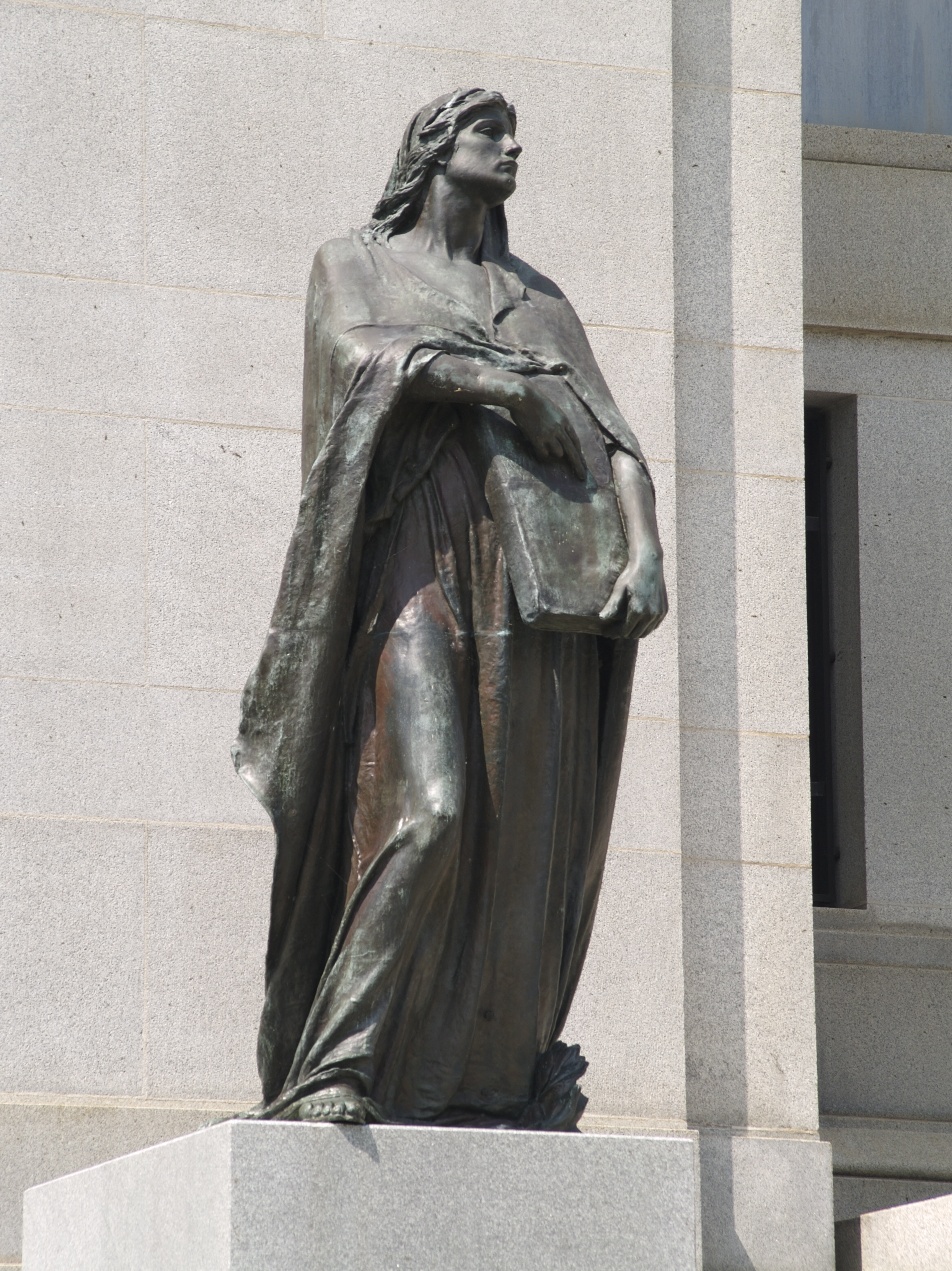
Veritas por Walter Seymour Allward, 1920.

En latín la palabra usada es veritās, de la cual derivan la palabra española verdad y sus afines en otras lenguas romances, como verità en italiano o vérité en francés. En griego el término usado es alétheia (αλήϑεια), cuyo significado etimológico es: sin velos, desvelada. Para el hebreo clásico el término אֱמוּנָה emuná significa primariamente «confianza», «fidelidad». El término hebreo אמת eméth (relacionado directamente con אֱמוּנָה/ emunah [actualmente se pronuncia emuná] ), a menudo traducido “verdad”, puede designar aquello que es firme, digno de confianza, estable, fiel, un hecho veraz o establecido.

## Los portadores de verdad

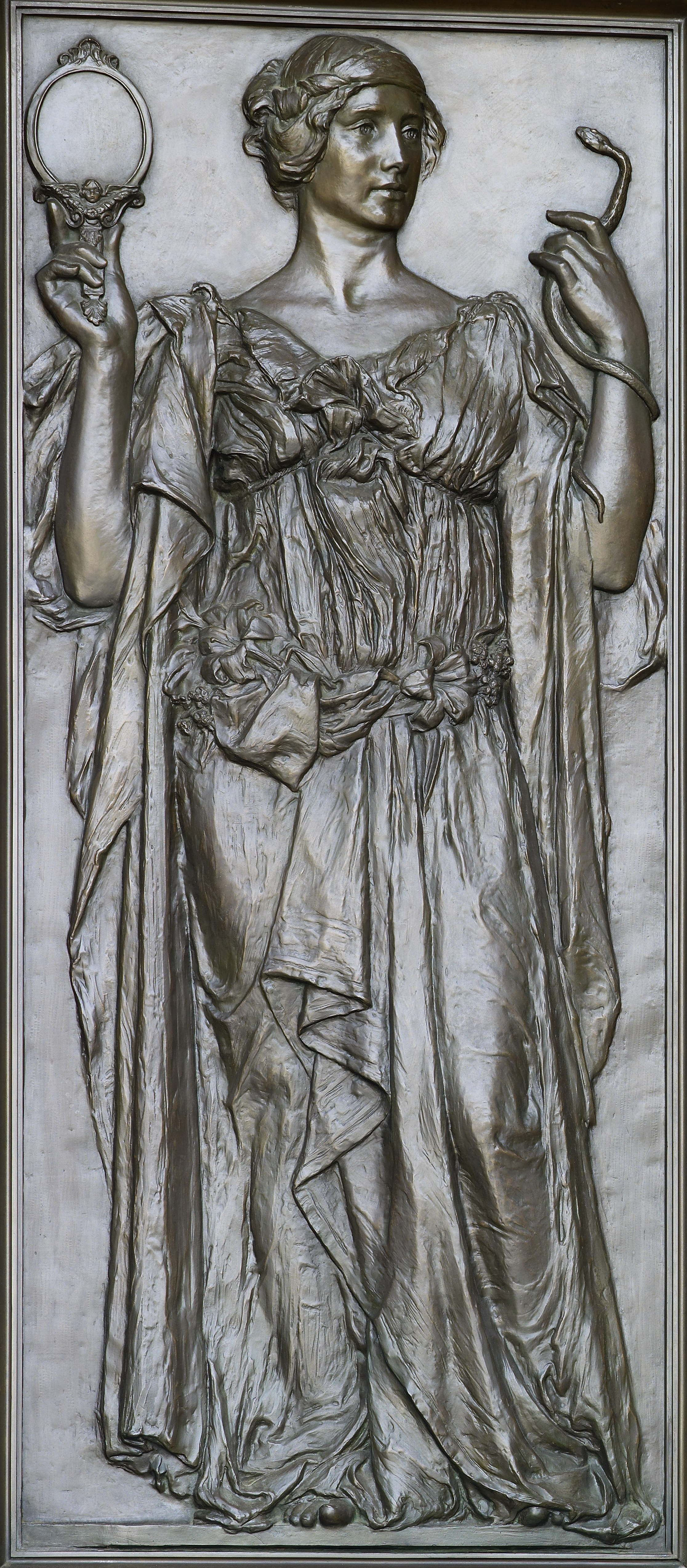
Verdad (Truth) por Olin Warner en la Puerta de bronce en la entrada de la Biblioteca del Congreso, Edificio Thomas Jefferson, 1896.

Cuando decimos que algo «es verdad», ¿qué tipo de entidad es ese algo? Esto es: ¿qué tipo de entidades son las portadoras de verdad? Suelen considerarse como tales:
- los hechos y las cosas,
- las creencias,
- las oraciones-caso,
- las proposiciones.

Cada una con sus ventajas y sus problemas. La postura adoptada a favor de una u otra dependerá, a veces, de inclinaciones filosóficas más generales:
- Los que rechazan la posibilidad de un conocimiento verdadero tenderán a rechazar cualquier sentido de verdad que no sea la experiencia en sí misma y para sí mismo.[36]
- Los que rechazan la existencia de entidades mentales tenderán a rechazar a las creencias como portadoras de verdad;
- Los que simpatizan con el nominalismo tenderán a simpatizar con las oraciones-caso como portadoras de verdad;[37]
- Los que rechazan la existencia de entidades abstractas tenderán a rechazar las proposiciones como portadoras de verdad.[38]
- Los que valoran la verdad moral sobre la mentira, tienden a considerar la verdad como ejercicio de virtudes tales como la fidelidad, la honestidad, la sinceridad en el decir, etc.; una persona es veraz en cuanto que muestra su autenticidad en la coherencia de su modo de existir en el mundo y su interpretación histórica cultural.

Cuando hablamos de cosas, de realidades, hablamos fundamentalmente de ontología. Y nuestro criterio deberá ser la verdad ontológica.
Cuando hablamos de proposiciones, hablamos fundamentalmente de lógica. Y nuestro criterio deberá ser la verdad formal.
Cuando hablamos de creencias, hablamos fundamentalmente de epistemología y nuestro criterio deberá ser la verdad lógica y semántica como verdad epistemológica.
Cuando hablamos de moralidad hablamos de la veracidad de una persona. Hablamos de una virtud moral. La verdad como tarea de un hacer individual como también social e histórico.
Cuando hablamos de oraciones-caso, hablamos fundamentalmente de afirmaciones de creencias expresadas por medio del lenguaje cultural y social y nuestro criterio deberá incluir, además de todo lo anterior, las normas de la gramática: de la sintaxis en cuanto al sentido lógico; de la semántica en cuanto al sentido epistemológico; y de la pragmática en cuanto al sentido antropológico, cultural y social y aplicación al caso concreto.
La verdad cabalga entre todos estos campos del conocimiento y por medio de todas sus posibles relaciones; lo que hace comprensible la enorme dificultad de definir un concepto unívoco.
Como suele suceder con los grandes conceptos y las palabras que los expresan, todos sabemos lo que son y sabemos usar los términos que los significan, con tal que no tengamos que explicarlo. El concepto de verdad es en este sentido paradigmático.

### Una distinción fundamental
Cuando hablamos de realidad decimos de ella que es verdadera frente a ser aparente, ser inexistente, etc. como predicado que pretende expresar una propiedad de la realidad de referencia, como verdad ontológica.
En los demás casos decimos de una creencia, de una proposición, de un enunciado, que es verdadero. La atribución y referencia es la posesión de una propiedad, como predicado de la creencia, proposición o enunciado, no de lo real. Predicamos que la creencia, proposición o enunciado es conforme o correspondiente o....(?) en relación a la realidad conocida.

Así pues, ¿es la noción de verdad múltiplemente ambigua, o hay una noción primaria en la que está ligada justamente a una de estas clases de elementos? Las opiniones difieren, pero cabe establecer una amplia división entre aquellas teorías que consideran a la verdad como una propiedad de representaciones de algún tipo (sean estas lingüísticas o mentales) —y que incluyen por tanto a oraciones, enunciados y proposiciones—, y aquellas teorías que consideran a la verdad como una propiedad de las proposiciones, concebidas éstas como elementos representados o expresados en el pensamiento o en el habla. Las disputas entre los teóricos de la verdad quedan a veces oscurecidas por su incapacidad de discernir esta cuestión.
Enciclopedia Oxford de Filosofía. op. cit. p. 1022 Cursivas en el original

## Concepciones sobre la verdad

### Antigüedad
Se configuran tres orientaciones fundamentales acerca de la verdad:
- La verdad como seguridad y confianza en el mundo hebreo.
- La verdad como "desocultamiento del ser" o alétheia en el mundo griego.
- La verdad como veracidad, del latín verus que expresa confianza en la correspondencia entre lo que se cree y lo que se dice, y lo que es.

Para los hebreos la verdad (emunah) es, ante todo, la seguridad o la confianza; verdadero es lo que es fiel a sí mismo, y por eso digno de confianza porque da seguridad. Dios es por eso la Verdad, porque es lo único verdadero, porque es fiel. La verdad no es estática porque no se halla en el presente sino en el futuro donde Dios manifiesta su promesa. Por eso el sentido de la verdad es decir אמן ( amén, así sea). La verdad es producto de la voluntad de ser fiel a la promesa.

#### Platón y Aristóteles

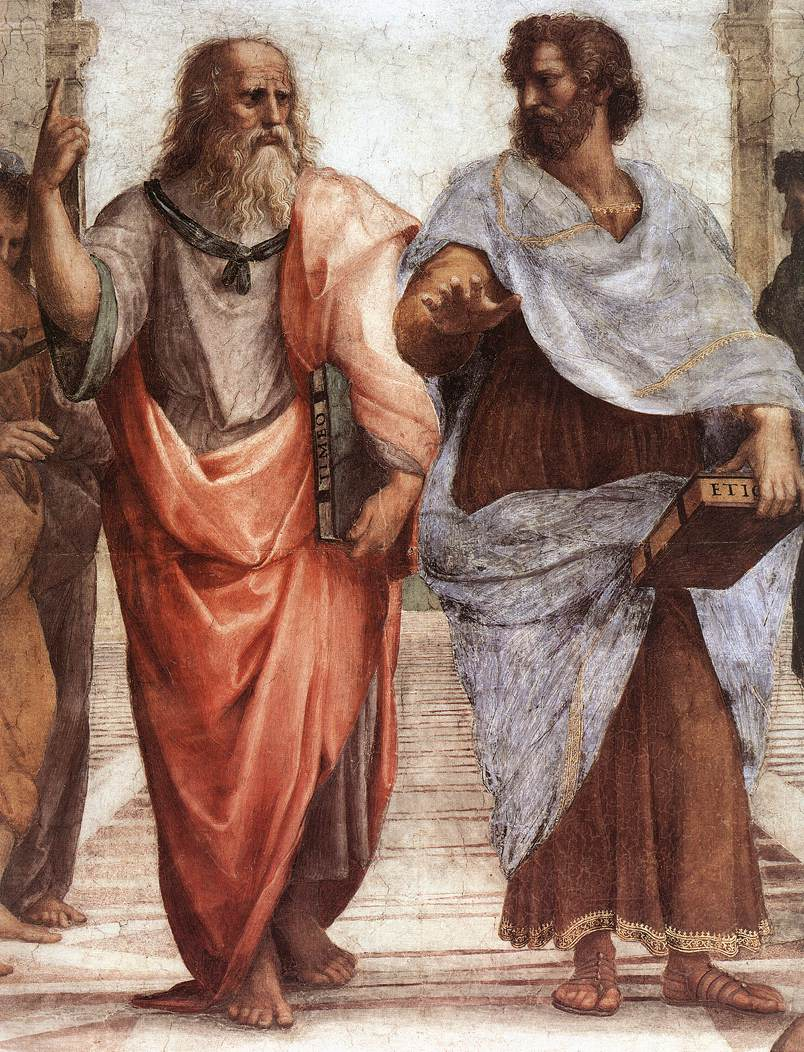
Platón y Aristóteles, por Raffaello Sanzio (detalle de La escuela de Atenas, 1509), como representantes de dos grandes filosofías orientadas a la búsqueda de la verdad.

Para los griegos, en cambio, la verdad es idéntica a la realidad, y esta última era considerada como identidad que consiste en lo que permanece por debajo de las apariencias que cambian. Tal es el arché o arjé (ἀρχή), es decir principio  entendido de diversas formas: la materia, los números, los átomos, ideas etc. que permanecen por debajo de lo sensible de la experiencia concreta, por lo que solo es conocido por el pensamiento como función o facultad del alma: el entendimiento. La verdad es concebida como alétheia o descubrimiento del ser que se encuentra oculto por el velo de la apariencia. Pero los griegos también tuvieron la consideración acerca de la verdad como propiedad de los enunciados.
Las ideas de Sócrates, Platón y Aristóteles sobre la verdad son vistas por algunos como consistentes con la teoría de la correspondencia. Aristóteles declaró:

Decir de lo que es que no es, o de lo que no es que es, es lo falso; decir de lo que es que es, y de lo que no es que no es, es lo verdadero
Aristóteles. Met., T, 7, 1011 b 26-8

También se pueden encontrar declaraciones similares en los diálogos de Platón (Crátilo 385b2, Sofista 263b). La Enciclopedia de Filosofía de Stanford procede a decir de Aristóteles:
[...] Aristóteles suena mucho más como un teórico de la correspondencia genuina en las Categorías (12b11, 14b14), donde habla de "cosas subyacentes" que hacen que las declaraciones sean verdaderas e implica que estas "cosas" (pragmata) son situaciones lógicamente estructuradas o hechos (a saber, su sentado, su no sentado). Más influyente es su afirmación en De Interpretatione (16a3) de que los pensamientos son "semejanzas" (homoiosis) de las cosas. Aunque en ninguna parte define la verdad en términos de la semejanza de un pensamiento con una cosa o un hecho, está claro que tal definición encajaría bien en su filosofía general de la mente. [...] 
Asimismo los griegos también consideraron la verdad como convención en la conjunción o separación de signos (palabras, lenguaje) que tienen su fundamento en la experiencia y en la convención social del discurso en orden a lo práctico: la comunicación y la persuasión, sobre todo en el discurso político y educativo y el arte de la retórica. Son los primeros en considerar la verdad como un contenido subjetivo y, por tanto, escéptico

#### Helenismo
Algunos filósofos griegos sostenían que la verdad o no era accesible a los mortales o tenía una accesibilidad muy limitada, lo que formó un escepticismo filosófico temprano. Entre ellos se encontraban Jenófanes, Demócrito y Pirrón, el fundador del pirronismo, quien argumentó que no existía un criterio de verdad.
Los epicúreos creían que todas las percepciones sensoriales (aisthêsis) eran verdaderas, y que surgen errores en la forma de juicios (hypolepsis) u opiniones (to prosdoxazomenon) de esas percepciones.
Los estoicos concibieron la verdad como accesible a partir de impresiones (phantasiai) a través del agarre cognitivo (catalepsia).

### Edad Media

#### Judaísmo y cristianismo

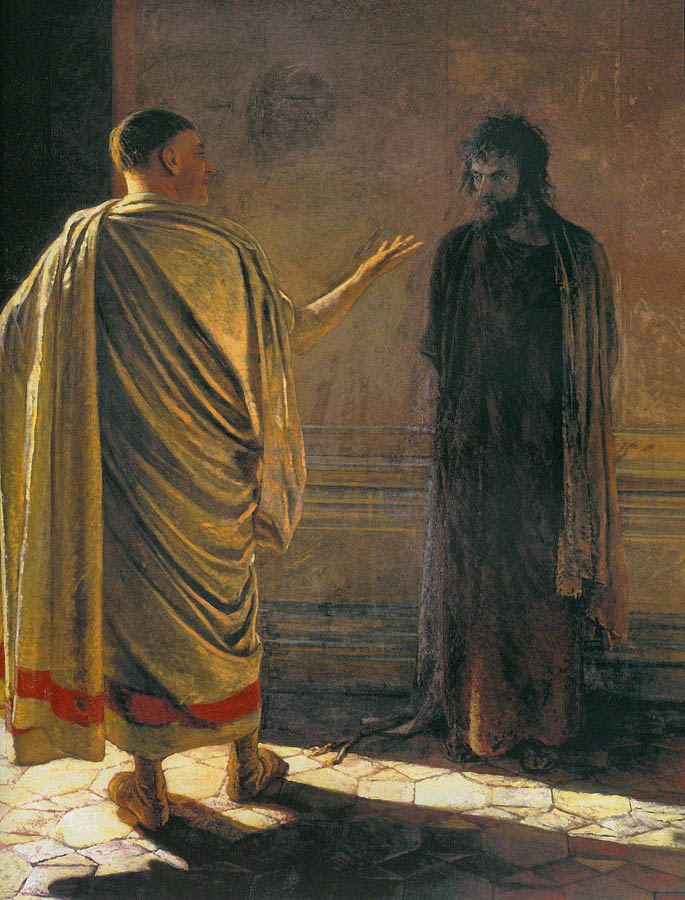
¿Que es la verdad? por Nikolai Ge, que representa Juan 18:38, en el que Pilato le pregunta a Jesús "¿Qué es la verdad?"

La tradición judía y el cristianismo introducen una dimensión especial: la Verdad revelada, sostenida por la fe. El cristianismo tiene una visión soteriológica de la verdad. Según la Biblia en Juan 14:6, se cita a Jesús diciendo: "Yo soy el camino, y la verdad, y la vida; nadie viene al Padre, sino por mí".
En la Edad Media el cristianismo, religión oficial del Imperio romano, se plantea como problema las relaciones entre el conocimiento por la Fe frente al conocimiento de la razón.

#### Filosofía islámica
En la filosofía islámica temprana, Avicena (Ibn Sina) definió la verdad en su obra Kitab Al-Shifa, Libro I, Capítulo 8, como:
Lo que corresponde en la mente a lo que está fuera de ella.
Avicenna elaboró su definición de verdad más adelante en el Libro VIII, Capítulo 6:
La verdad de una cosa es propiedad del ser de cada cosa que en ella se ha establecido.
Sin embargo, esta definición es simplemente una interpretación de la traducción latina medieval de la obra de Simone van Riet. Una traducción moderna del texto árabe original dice:
La verdad también se dice de la verdadera creencia en la existencia [de algo].
Averroes intentó superar la contradicción entre su comprensión del pensamiento de Aristóteles y su propia fe religiosa (el islam dominante en la España musulmana) y definió el concepto de doble verdad. La recepción del averroísmo en la Europa cristiana (averroísmo latino) fue muy importante para la escolástica.

#### Escolástica
Revaluando Avicena, y también san Agustín y Aristóteles, Tomás de Aquino declaró en sus Cuestiones disputadas sobre la verdad :
Una cosa natural, colocada entre dos intelectos, se llama verdadera en la medida en que se ajusta a cualquiera de ellos. Se dice que es verdadero con respecto a su conformidad con el intelecto divino en la medida en que cumple el fin al que fue ordenado por el intelecto divino... Con respecto a su conformidad con el intelecto humano, se dice que una cosa es verdadera. en la medida en que sea tal que cause una verdadera estimación sobre sí mismo.
Así, para Tomás de Aquino, la verdad del intelecto humano se basa en la verdad de las cosas (verdad ontológica). Por eso el ente es ser inteligible. Escribió una reformulación de la opinión de Aristóteles en su Suma teológica como adecuación del entendimiento con la cosa, Adaequatio rei et intellectus, lo que se ha llamado impropiamente verdad lógica que hoy llamaríamos verdad semántica o verdad epistemológica.

Santo Tomás de Aquino también dijo que las cosas reales participan en el acto de ser del Dios Creador que es el Ser Subsistente, la Inteligencia y la Verdad. Por tanto, estos seres poseen la luz de la inteligibilidad y son cognoscibles. Estas cosas (seres; realidad) son el fundamento de la verdad que se encuentra en la mente humana, cuando adquiere el conocimiento de las cosas, primero a través de los sentidos, luego a través del entendimiento y el juicio que hace la razón. Para Tomás de Aquino, la inteligencia humana ("intus", interior y "legere", leer) tiene la capacidad de llegar a la esencia y existencia de las cosas porque tiene un carácter no material, elemento espiritual, aunque algunos elementos morales, educativos y otros pueden interferir con su capacidad.
Para los escolásticos verum (verdadero), lo mismo que unum (uno-identidad) y bonum (bien-bueno), es una propiedad trascendental del ente, de tal forma que son perfectamente convertibles como equivalentes con el ente, en tanto que el conocimiento verdadero supone la verdad ontológica como verdad metafísica en la adecuación del ente con el entendimiento.
La lógica silogística, aun siendo formal, no es formalista, porque el contenido significativo de sus términos se corresponde con la intuición esencial de lo real como άλήθεια; y sus relaciones corresponden a un orden dialéctico de esencias tal como lo concibió Platón; o un movimiento causado y ordenado de formas, el Mundo, movidas por un primer motor, como concibió su discípulo Aristóteles; y, finalmente, en el cristianismo e islamismo, es desvelamiento de Dios Creador, Ordenador y Providente, el Ser Verdadero, fundamento último de ese orden y verdad como Causa Primera, e IPSUM ESSE SUBSISTENS.
No obstante en el seno de la escolástica a partir del siglo XI estuvo siempre presente la problemática acerca de los conceptos universales y su relación con lo real.
Los nominalistas tienden a considerar la verdad como veritas sermonis puesto que los Universales son considerados flatus vocis, un soplo de voz.

### Edad Moderna

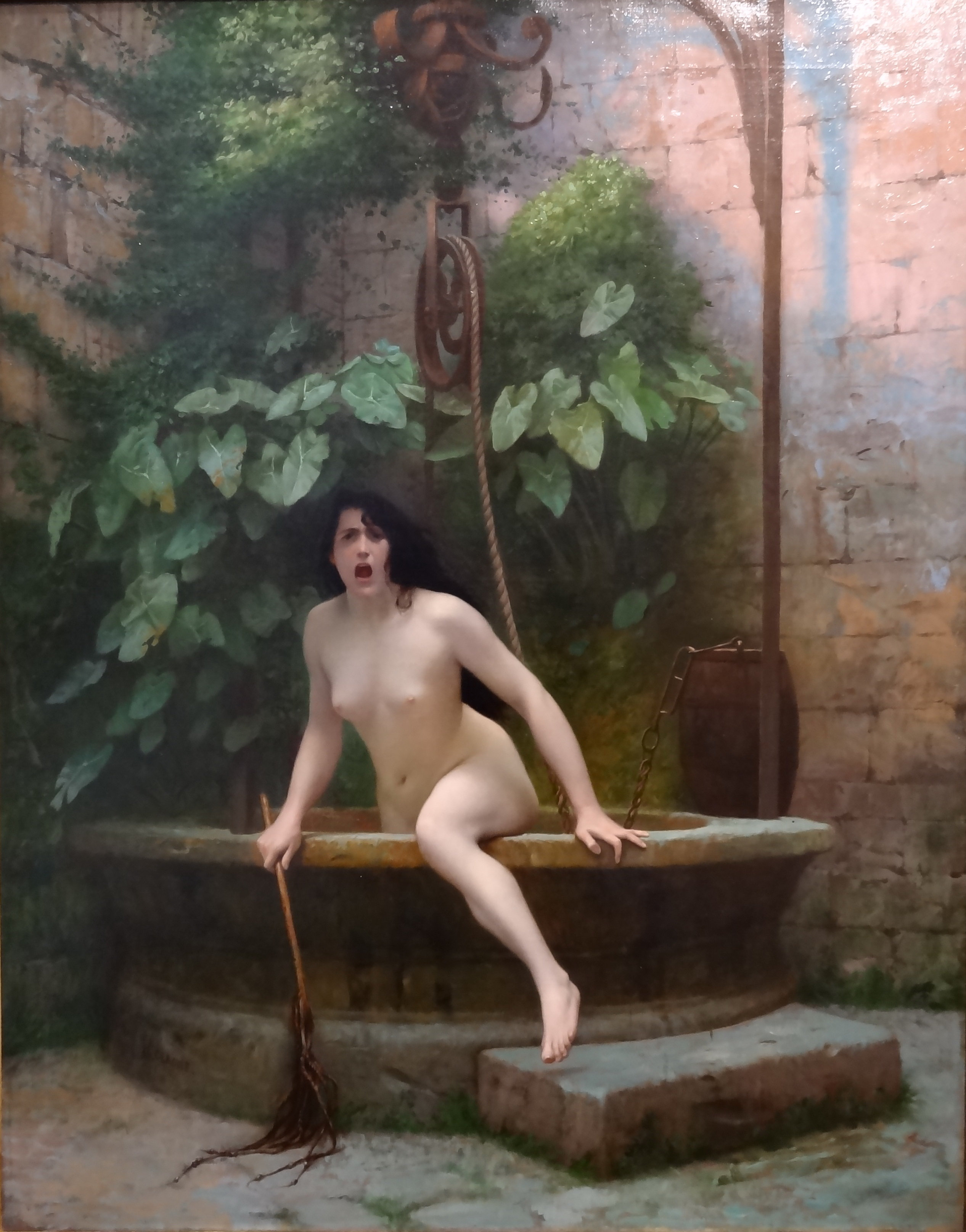
Jean-Léon Gérôme. La Verdad saliendo del pozo (1896).

#### Descartes
El planteamiento de Descartes altera profundamente la cuestión de la intuición como evidencia de verdad.
Si bien los racionalistas mantienen en cuanto a la lógica los fundamentos escolásticos, su desarrollo conlleva a una concepción de la verdad de tipo idealista al asumir, como tesis lógica fundamental, que la "existencia es un predicado de la esencia"; así lo considera la Lógica de Port Royal conforme a Avicena, y el argumento ontológico de S. Anselmo que asume Descartes.
El hecho fundamental de toda reflexión filosófica moderna (siglos XVII-XIX) parte de la conciencia puesto que la evidencia primaria y fundamental se constituye en el famoso: Pienso luego existo de Descartes.
El criterio de la verdad es la evidencia y su contenido es la sabiduría como ciencia que se manifiesta en las relaciones lógicas que, como leyes del pensar, conducen o iluminan al pensamiento cuando se somete a un método, como análisis, donde aparecen ordenada y sucesivamente las evidencias con certeza.
Baruch Spinoza aún irá más lejos: El orden y conexión de las ideas es el mismo que el orden y conexión de las cosas.

Si el pensamiento es pensamiento de la realidad, la verdad del pensamiento será la misma que la verdad de la realidad, pero también la verdad de la realidad será la misma que la del pensamiento -el orden y conexión de las ideas serán, como decía Spinoza, los mismos que el orden y conexión de las cosas-. Ahora bien, cuando no se mantiene con completo radicalismo esta concepción a la vez «lógica» y «ontológica» el problema para los autores racionalistas es cómo conjugar las «verdades racionales» con las «verdades empíricas».
Ferrater Mora, op. cit.

#### Leibniz
Una nueva visión dentro del racionalismo ofrece Leibniz. Su concepto de mónada introduce nuevos aspectos en la noción de la verdad.
Conforme a la noción de sustancia entendida como sujeto de sus predicados con los cuales mantiene su identidad inalterable, la mónada se define esencialmente por su ‘’vis activa” o dinamismo y actividad que no puede ser modificada por una causalidad externa, pues de lo externo únicamente recibe “los límites y la determinación de su ímpetu o fuerza de obrar ya preexistente”
La verdad metafísica, como verdad de razón, universal y necesaria, pertenece únicamente a Dios Creador y al pensamiento lógico-formal, por análisis, como mundos posibles; las verdades mundanas materiales del mundo de la experiencia son verdades contingentes producto de la limitación de las mónadas creadas.
Lo que da lugar a nuevos conceptos de verdad:
- Verdades de hecho
- Verdades de razón

El racionalismo justifica el éxito incuestionable de la nueva Física, como nacimiento de un nuevo modo de entender la ciencia, según un método de análisis:
- De la cantidad y la medida, frente a la ciencia cualitativa tradicional.
- De las relaciones funcionales matemáticas[84] entre medidas y cantidades establecidas según una hipótesis, y una comprobación, el experimento.[85]
- Ciencia de leyes que describen y predicen los hechos del mundo y del cosmos y que culmina con una Teoría eficaz en la descripción legal del mundo: Philosophia naturalis Principia mathematica (1687), de Newton.

Así, pues, para los racionalistas, las verdades lógicas son asimismo ontológicas; la garantía es la existencia de Dios, como idea innata y principio del pensar mismo, puesto que Él no puede ser vil y engañador. Por lo que, en el fondo, en realidad todas las verdades son verdades de razón para Dios; las verdades de hecho lo son tales por las limitaciones del conocimiento humano.
El triunfo del mecanicismo, plantea crudamente el problema que exige algún tipo de síntesis entre las radicales diferencias entre racionalistas y empiristas.

#### Hume
Pero los empiristas, sobre todo a partir de David Hume, consideran la ciencia como verdades de hecho, y no consideran suficientemente justificada la pretensión de universalidad y necesidad de la ciencia, porque:
- La existencia del mundo y de las cosas no se pueden afirmar con evidencia más allá del pensamiento y la conciencia, pues la fuente del contenido material del conocimiento no es otro que la experiencia.
- Si bien no podemos negar la existencia del mundo objetivo, tampoco podemos afirmarlo sin sombra de duda alguna, con la certeza evidente que exigen los racionalistas.
- No son aceptables, por falta de pruebas, las ideas innatas.
- La existencia de Dios no puede ser afirmada por la razón, sino por la fe.

#### Vico
Gianbattista Vico escruta nuevas cuestiones temáticas atinentes a la verdad filosófica (véase: Gianbattista Vico#El principio del verum-factum). Cuestiona la noción de verdad planteada por Descartes como resultado del análisis de un conjunto de ideas que son "evidentes". Descartes parece olvidarse de la creatividad que Vico considera una facultad típicamente humana. 

«Verum et factum reciprocantur seu convertuntur» / verdadero y hecho se convierten recíprocamente en lo mismo.

Este es el fundamento de la doxa que Vico tiene sobre el tema de la verdad: el nexo verdad-producción o creatividad; es decir: la única verdad verificable lo es por sus resultados. Según Vico, la única verdad reconocible es la resultante de la creatividad o de la producción humana (Verum ipsum factum). .
El principio de la filosofía de Vico establece el nexo entre la verdad y la producción; según el cual la única verdad que puede ser conocida radica en los resultados de la acción creadora, de la producción.
Por esto, además, solamente Dios conoce la totalidad del mundo, en cuanto lo crea continuamente; al hombre solo le esta reservado el puesto más humilde de demiurgo de la historia y artífice de su propio destino, siendo la historia y su vida los únicos objetos posibles de su conocimiento en tanto son productos suyos. Por eso, el otro campo en que puede alcanzar la verdad, es el de la matemática, de la cual, en cierto sentido, también es productor.

#### Kant
Kant considera nuevos aspectos y conceptos acerca de la verdad:
La verdad del conocimiento expresado en proposiciones (juicios), como pensaba Kant:
| VERDAD            | CONDICIÓN                | ORIGEN                                                                             | JUICIO                                                                                    | EJEMPLO                                                                                              |
| Verdad de hecho   | Contingente y particular | A posteriori; depende de la experiencia                                            | Sintético: amplía el conocimiento. El predicado no está contenido en la noción del sujeto | Tengo un libro entre las manos                                                                       |
| Verdad de Razón   | Necesaria y Universal    | a priori; no depende de la experiencia                                             | Analítico: El predicado se encuentra en la noción del sujeto                              | Todos los mamíferos son animales                                                                     |
| Verdad científica | Universal y necesaria    | a priori; no depende de la experiencia, pero únicamente se aplica a la experiencia | Sintético a priori: amplía el conocimiento. Solo aplicable a los fenómenos                | Los cuerpos se atraen en razón directa de sus masas y en razón inversa al cuadrado de sus distancias |

Lo que da lugar a nuevas nociones acerca de nuevos conceptos de verdad:
- verdad analítica: verdad de razón. Su fundamento radica en la estructura misma del conocimiento humano, en cuanto depende de sus propias estructuras a priori, es decir independientes de la experiencia.[90] Estas verdades son formales, universales y necesarias, pero no amplían el conocimiento; y cuando se aplican a contenidos al margen de la experiencia conducen a paralogismos y antinomias.[91]
- verdad sintética: verdad de hecho. Su origen es un contenido de experiencia sensible, como materia que es formalizada por las formas y categorías del entendimiento. Por eso su verdad es una síntesis de lo material y de lo formal.
- verdad a priori: Por lo dicho anteriormente, las verdades analíticas no dependen de la experiencia, por ello son a priori.
- verdad a posteriori: Por lo dicho anteriormente, las verdades sintéticas dependen de la experiencia, por ello son a posteriori.
- Verdad sintética a priori, síntesis a su vez de las anteriores, constituyen, según Kant, las verdades propias de la ciencia.[92]
- verdad trascendental: En tanto que las estructuras a priori del conocer son trascendentales, son verdades que trascienden la experiencia subjetiva del individuo, al ser comunes al género humano. Pero al mismo tiempo que no pueden trascender dicha condición, no pueden ser trascendentes.

El límite del conocimiento científico por la razón es el mundo fenoménico entendiendo como tal, el campo de la experiencia posible. Lo real, como tal es pensable, noúmeno, pero no lo podemos conocer en cuanto tal, sino como realidad conocida (o cognoscible), es decir condicionada a las condiciones de la experiencia fenoménica.
| Las leyes de la ciencia no pueden ser analíticas, o «a priori» No cabe duda de que las leyes científicas no son analíticas y amplían el conocimiento. Es evidente que del concepto de «cuerpo» como ser material y perceptible por los sentidos no se sigue por análisis del concepto, sin más consideración, la ley: "Todos los cuerpos se atraen en razón directa de sus masas y en razón inversa al cuadrado de sus distancias" |

EL PROBLEMA DE LAS RELACIONES ENTRE LA CIENCIA Y LA EXPERIENCIA
Ni el racionalismo ni el empirismo dan respuesta de manera convincente.
El problema acerca de los límites del conocimiento.
Los juicios sintéticos apriori, es decir la ciencia, únicamente son posibles en su referencia a lo fenoménico, es decir, al campo de la experiencia posible. Lo real, como noúmeno, solo puede ser pensado, no conocido.
La evidencia se da en la conciencia respecto a su percepción o idea o concepto en tanto que éstos (percepción, idea y concepto) son contenidos mentales. Pero no parece evidente la relación de dicha percepción, idea o concepto con lo real.

### SiglosXIXyXX
La filosofía kantiana  marca un hito en el modo de valorar la verdad y el sentido del conocimiento.

La verdad es entonces primordialmente verdad del conocimiento, coincidente con la verdad del ser conocido. Pues si hay efectivamente cosas en sí, estas son inaccesibles y, por lo tanto, no puede hablarse de otro conocimiento verdadero que del conocimiento de dicha conformidad trascendental. La dependencia en que se halla la verdad con respecto a la síntesis categorial es lo que permite pasar de la lógica general a la lógica trascendental o lógica de la verdad.
Ferrater Mora . op. cit.

Desde el momento en que la verdad metafísica es considerada como inalcanzable es la razón la que construye las verdades, las justifica y las hace reales. Es el momento del Idealismo: subjetivo, objetivo y Absoluto, siendo Hegel  su máximo exponente.

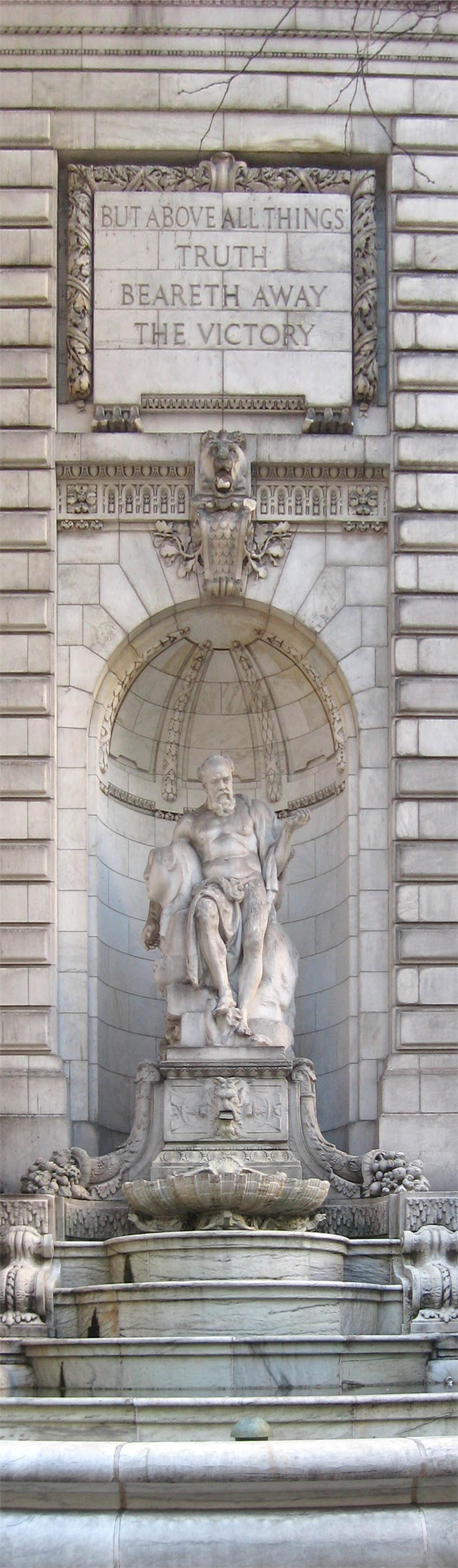
Estatua de la Biblioteca Pública de Nueva York con la inscripción "Pero sobre todas las cosas la verdad lleva la victoria".

#### Verdad filosófica, Verdad como sistema, Verdad Absoluta
Hegel aporta nuevos horizontes de sentido de la verdad: la verdad filosófica, la verdad como sistema, la verdad absoluta.
La escisión materia-forma, conciencia-extensión, sujeto-objeto, puesta en escena por Descartes como res cogitans-res extensa, y definitivamente consagrada como fenómeno-noúmeno por Kant, encuentra su resolución y superación en la filosofía de Hegel en el fundamento que las unifica: el Absoluto.
La verdad no se encuentra en la cosa. La cosa, como resultado, no es sino el cadáver que queda del proceso dialéctico de la tendencia que lo ha generado: el devenir; proceso dialéctico donde aparecen y se resuelven las contradicciones en la unidad del Todo como Sujeto Absoluto.
La verdad absoluta es la filosofía misma; la Verdad como Sistema
La verdad definitiva para Hegel consiste en la articulación que cada cosa concreta tiene con el Espíritu Absoluto, como realidad fundamental en su desarrollo como proceso dialéctico. A esa articulación es lo que Hegel llama sistema. La verdad filosófica aparece articulada como sistema.
Sistema no significa un conjunto de proposiciones ordenadas, sino esa interna articulación que cada cosa, ella en su ser, tiene con el ser absoluto del universo.
Tal es asimismo el sentido de la verdad marxista, si bien interpretada desde el punto de vista materialista. La verdad es un desarrollo de la historia movida por la dialéctica de la lucha de clases. Su manifestación como verdad vendrá de la mano de la Revolución.

La filosofía alemana es la prolongación de la historia de Alemania,... el arma de la crítica no puede sustituir a la crítica de las armas, que la fuerza material tiene que derrocarse mediante la fuerza material, pero también la teoría se convierte en poder material tan pronto como se apodera de las masas. Y la teoría es capaz de apoderarse de las masas cuando argumenta y demuestra ad hominem y argumenta y demuestra ad hominem cuando se hace realidad, ser radical es atacar el problema por la raíz. Y la raíz para el hombre es el hombre mismo.
Marx. Crítica de la filosofía del derecho de Hegel
. Anales franco-alemanes. 1970. Barcelona. Ed. Martínez-Roca, p 103

#### Verdad como coherencia y consistencia
La manifestación de la verdad en un juicio ha de serlo en relación con todos los demás juicios verdaderos en la unidad del Todo, lo que le hace consistente al no entrar en contradicción con ellos. Cada uno no deja de ser una verdad parcial, un aspecto o momento de la verdad del Todo. Aparece, pues un nuevo sentido de la verdad, la verdad como coherencia.
Teoría de la verdad, principalmente mantenida en las ciencias formales y en los sistemas axiomáticos, según la cual una proposición o enunciado es verdadero cuando es compatible con un conjunto coherente de proposiciones o enunciados, o deducible de los axiomas. Así, por ejemplo, la verdad del teorema de Pitágoras reside en primer término, no en su aplicabilidad a la realidad, sino en el hecho de ser una consecuencia deductiva de los axiomas y postulados de Euclides; referido a otro conjunto de axiomas podría ser falso o vacío de significado. Se trata de un caso concreto de aplicación de las propiedades de consistencia (el conjunto de axiomas no lleva lógicamente a una contradicción) y completud (toda proposición o teorema del sistema es deducible de sus axiomas), que exhiben paradigmáticamente los sistemas axiomáticos. Cuando este criterio de verdad se aplica a otros ámbitos, no meramente formales, el conjunto de enunciados aludido es el conjunto de los enunciados que se consideran verdaderos.

#### Verdad fenomenológica
Husserl considera que la verdad encierra cuatro aspectos:
- La plena concordancia entre lo mentado (significado) y lo dado  {\displaystyle \rightarrow } estado de hecho
- La forma de un acto de conocimiento: acto empírico y contingente de evidencia {\displaystyle \rightarrow }  proceso cognitivo
- El objeto dado en tanto que es mentado (significado) {\displaystyle \rightarrow } objeto que hace posible la evidencia
- La justeza de la intención, como justeza del juicio {\displaystyle \rightarrow } intención significativa

Como el acto de significar no es, o no es primariamente, un acto empírico, y lo significado, o mentado, no es necesariamente una cosa, la correspondencia en cuestión queda confinada a una región «pura». Se trata de una relación ideal y esencial, que reinstaura una intuición de esencia de un "yo trascendental", en un idealismo fenomenológico-trascendental.

La evidencia no es otra cosa que la «vivencia» de la verdad.
Husserl, E. Investigaciones Lógicas. 1976. Madrid. Revista de Occidente. p. 162

Heidegger considera que la verdad no es primariamente adecuación del intelecto y se adhiere al sentido primitivo griego de la verdad como desvelamiento del ser. Pero eso se produce en la existencia en su estado de autenticidad.
Pues la verdad solo se hace patente en la medida en que el juicio hace presente la cosa y permite expresarla como es en la situación radical de una conformidad con el modo de estar abierto el ser humano (Dasein), un comportamiento respecto a un horizonte y un proyecto en el mundo, una libertad que posee al hombre y por eso es ex-sistencia y tiene historia. El diálogo entre el Ser y el ser humano es la historia, donde se produce la aparición o el ocultamiento de la verdad. El ocultamiento es lo contrario de la aletheia; el ocultamiento puede parecer un estado natural al hombre por el uso de los entes que le sirven y le conducen al error. De vez en cuando el hombre se decide a desvelar al ente en cuanto tal y se propone la cuestión del ser y de la verdad. Es entonces cuando aparece la Filosofía.

#### Vitalismo
Friedrich Nietzsche considera que lo verdadero es todo lo que contribuye a fomentar la vida de la especie y falso lo que es un obstáculo para su desarrollo. Nietzsche creía que la búsqueda de la verdad, o "voluntad de la verdad", era una consecuencia de la voluntad de poder de los filósofos. Pensaba que la verdad debería usarse siempre que promoviera la vida y la voluntad de poder, y pensó que la falsedad era mejor que la verdad si tenía esta mejora de la vida como consecuencia. Como escribió en Más allá del bien y el mal, "La falsedad de un juicio no es para nosotros necesariamente una objeción a un juicio... La cuestión es hasta qué punto avanza la vida, preserva la vida, preserva las especies, tal vez incluso crianza de especies ... " (aforismo 4). Propuso la voluntad de poder como una verdad solo porque, según él, era la perspectiva más sincera y afirmadora de la vida que uno podía tener.
Por separado, Nietzsche sugirió que una antigua creencia metafísica en la divinidad de la Verdad se encuentra en el corazón y ha servido como base para toda la tradición intelectual occidental posterior: "Pero habrás recogido lo que quiero decir, es decir, que sigue siendo una fe metafísica en la que descansa nuestra fe en la ciencia, que incluso nosotros, los conocedores de hoy, los ateos anti-metafísicos todavía tomamos nuestro fuego también, de la llama encendida por la fe milenaria, la fe cristiana que también fue la fe de Platón, que Dios es la Verdad; que la Verdad es 'Divina' ".
Ortega y Gasset considera la verdad como «la coincidencia del hombre consigo mismo», la idea que el hombre tiene en su vivir racional que le permite saber a qué atenerse: Razón vital o Raciovitalismo.

El atractivo que sobre nosotros tienen las filosofías pretéritas es del mismo tipo. Su claro y sencillo esquematismo, su ingenua ilusión de haber descubierto toda la verdad... Lo que ellos interpretaban como límites del universo, tras lo cual no había nada más, era sólo la línea curva con que su perspectiva cerraba su paisaje. Toda filosofía que quiera curarse de ese inveterado primitivismo, de esa pertinaz utopía, necesita corregir ese error, evitando que lo que es blando y dilatable horizonte se anquilose en mundo.

Ahora bien: la reducción o conversión del mundo a horizonte no resta lo más mínimo de realidad a aquél; simplemente lo refiere al sujeto viviente, cuyo mundo es, lo dota de una dimensión vital, lo localiza en la corriente de la vida, que va de pueblo en pueblo, de generación en generación, de individuo en individuo, apoderándose de la realidad universal.
Ortega y Gasset. El tema de nuestro tiempo. Capítulo X: la doctrina del punto de vista. Obras completas. vol III. 1966. Madrid. Revista de Occidente. pp. 197-203

#### Verdad como pragmatismo

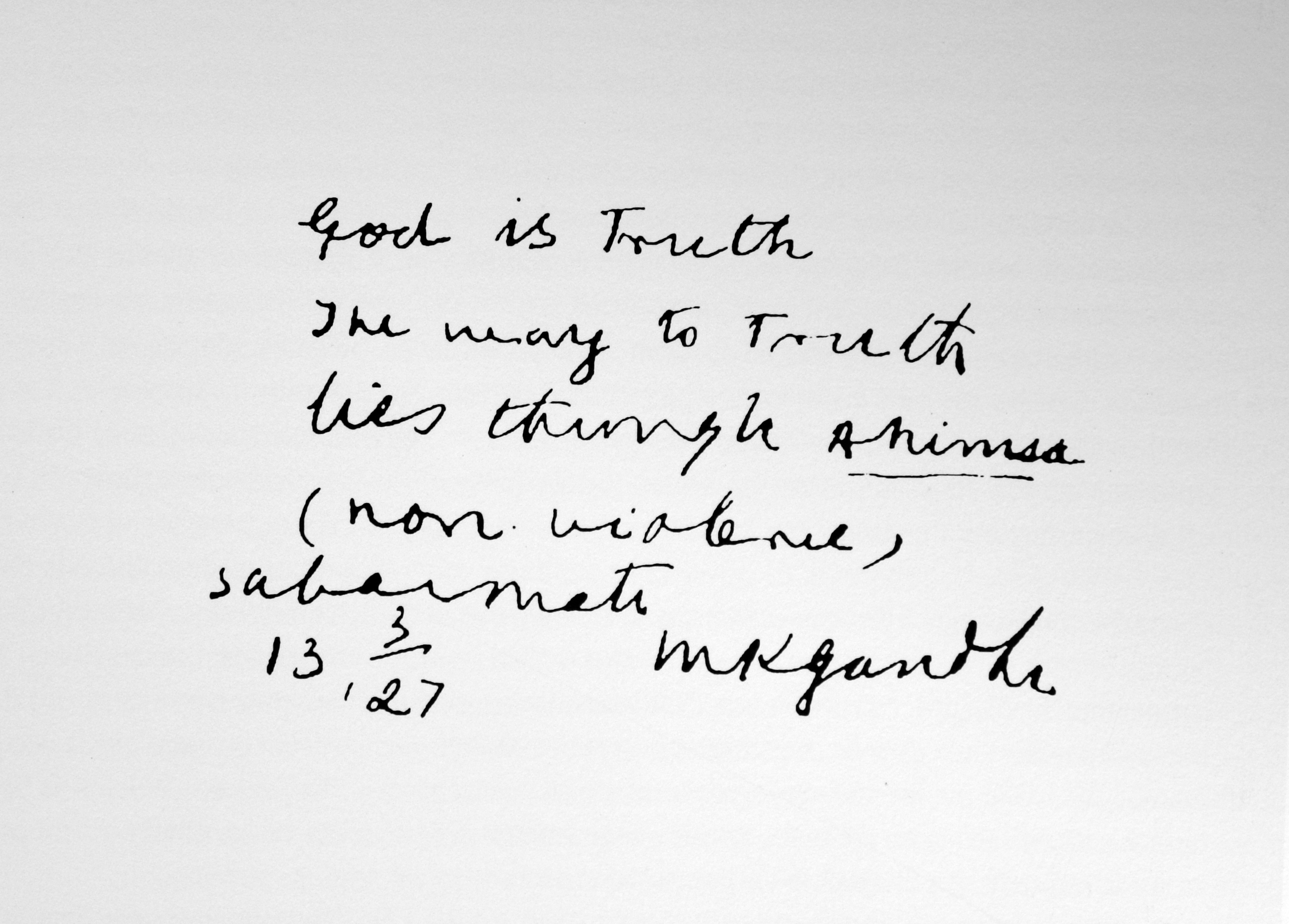
Dios es la Verdad. El camino de la Verdad pasa por Ahimsa (no violencia). Fechado en Sabarmati el 13 de marzo de 1927. Mohandas Karamchand Gandhi.

William James considera que es verdadero aquello que muestra conformidad con nuestra creencia, porque es "expeditivo" en orden a sus consecuencias prácticas, es decir "satisfacción". Tal cosa ocurre cuando la investigación llega a un destino, en cuanto que es "verificada". En este sentido verdadero es lo "útil" que merece ser conservado.
Pero no ha de entenderse esto de modo material o literal: 

Cuando los pragmatistas hablan de verdad se refieren exclusivamente a algo acerca de las ideas, es decir, a su practicabilidad o posibilidad de funcionamiento, en tanto que cuando los antipragmatistas hablan de verdad quieren decir frecuentemente algo acerca de los objetos.
James, W. The Meaning of Truth. 1909. Prefacio

Pragmatistas como C. S. Peirce consideran que la verdad tiene algún tipo de relación esencial con las prácticas humanas para indagar y descubrir la verdad, y el mismo Peirce sostiene que la verdad es lo que la investigación humana descubriría sobre un asunto, si nuestra práctica de indagación se llevara tan lejos como sea posible. podría ser provechoso decir: "La opinión que está destinada a ser finalmente aceptada por todos los que investigan, es lo que entendemos por la verdad..."

#### Media verdad
Alfred North Whitehead, un matemático británico que se convirtió en filósofo estadounidense, dijo: "No hay verdades completas; todas las verdades son verdades a medias. Tratar de tratarlas como verdades completas es lo que juega al diablo".
La progresión lógica o la conexión de esta línea de pensamiento es concluir que la verdad puede mentir, ya que las verdades a medias son engañosas y pueden llevar a una conclusión falsa.

#### Verdad como hermenéutica, diálogo y consenso
Ya desde la antigüedad así es estudiada la verdad contenida en la comprensión de los textos o hermenéutica. Pero en el siglo XIX la hermenéutica adquiere una nueva dimensión a partir del sentido del conocimiento que introduce Schleiermacher quien propone un sistema circular que conocemos como el círculo hermenéutico. Cada intérprete necesita introducirse en la dimensión social y la dimensión individual del autor para comprenderlo.
Dilthey distingue dos ámbitos de conocimiento y de verdad; las ciencias del espíritu y el sentido de la verdad histórica.
Para Dilthey la hermenéutica permite comprender mejor a un autor que el propio autor se entendía a sí mismo; y a una época histórica mejor de lo que pudieron comprenderla quienes vivieron en ella, pues la hermenéutica se basa en la conciencia histórica, que conduce al fondo de la vida.
Hans-Georg Gadamer considera que la tradición y el prejuicio son elementos fundamentales del conocimiento y de la interpretación de los datos, para Gadamer no todos los prejuicios son falaces ya que según él existen prejuicios correctos y prejuicios falsos o sea, doxas (opiniones) a priori que son verdaderas y otras que son falsas y hay que tener muy en cuenta esto cuando se habla de prejuicios.
 
La hermenéutica es “la condición para hacerse las preguntas y las cuestiones acerca del conocimiento y la verdad”.
Para Ricoeur la comprensión necesita de la mediación de la interpretación. La fenomenología hermenéutica sustituye el mundo natural del cuerpo y de la cosa por el mundo cultural del lenguaje. De este modo la hermenéutica es capaz de poner en cuestión la dicotomía científica entre comprensión y explicación, así como la dicotomía Ciencias de la Naturaleza-Ciencias del Espíritu.
Esto hace posible el desarrollo de una hermenéutica crítica y sobre las condiciones de ésta, lo que nos lleva a la autorreflexión que propone Habermas y la necesidad del diálogo para la crítica de las ideologías.
Tanto la hermenéutica de Gadamer como la de Habermas se oponen a la idea de razón instrumental y a las tesis positivistas de una supuesta objetividad y neutralidad del conocimiento positivo de las Ciencias Naturales.
Habermas propone una hermenéutica en función de las nociones de comprensión, comunicación y diálogo.
El diálogo es entonces un procedimiento de prueba y contrastación en la comunicación en cuanto ausencia o deformación de la comunicación para el esclarecimiento o legitimación de la verdad.

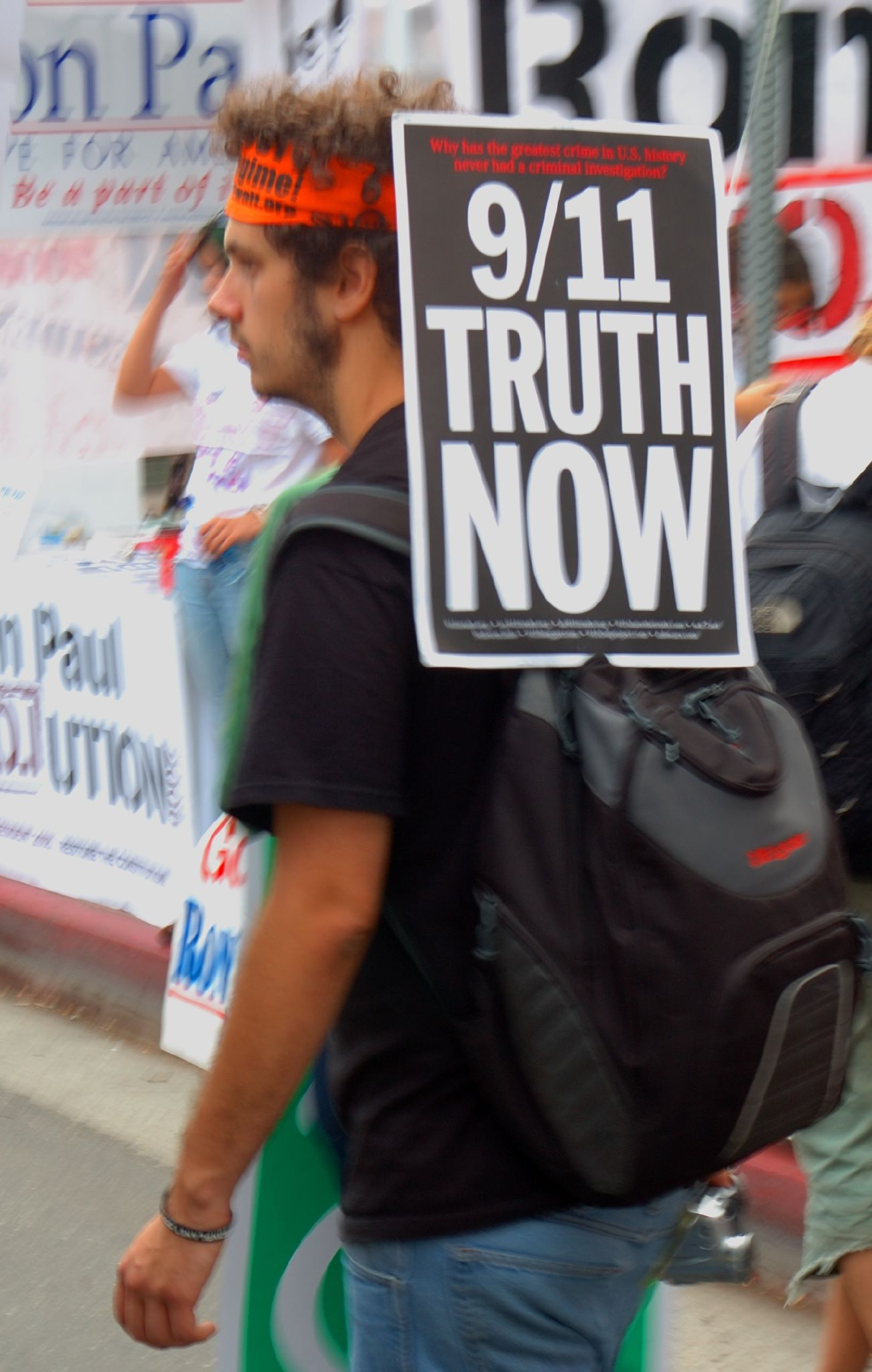
11 de septiembre: La verdad ahora.

Hay un lugar común que pone todas las expectativas de progreso colectivo en el desarrollo de un conocimiento entendido a partir del modelo de la exactitud tecnológica. Pero lo cierto es que la mayor parte de nuestros actuales debates no giran en torno a datos e informaciones sino sobre su sentido y pertinencia, es decir, acerca de cómo debemos interpretarlos, sobre lo que es deseable, justo, legítimo o conveniente.
Daniel Inerarity.La sociedad de los intérpretes. El País. 16 nov. 2010

#### La verdad como interés
Siguiendo a Husserl, llamamos objetivista a una actitud que refiere ingenuamente los enunciados teóricos a estados de cosas. Esta actitud considera las relaciones entre magnitudes empíricas, que son representadas en enunciados teóricos, como algo que existe en sí; y a la vez se sustrae al marco trascendental, solamente dentro del cual se constituye el sentido de semejantes enunciados. No bien se entiende que estos enunciados son relativos al sistema de referencia previamente puesto con ellos, la ilusión objetivista se desmorona y deja franco el paso a la mirada hacia un interés que guía al conocimiento.

Para tres categorías de procesos de investigación se deja demostrar una conexión específica de reglas lógico-metódicas e intereses que guían al conocimiento. Esta es la tarea de una crítica de la ciencia que escape a las trampas de positivismo. En el ejercicio de las ciencias empírico-analíticas interviene un interés técnico del conocimiento; en el ejercicio de las ciencias histórico-hermenéuticas interviene un interés práctico del conocimiento y en el ejercicio de las ciencias orientadas hacia la crítica interviene aquel interés emancipatorio del conocimiento que ya, como vimos, subyacía inconfesadamente en la ontología tradicional.
 Habermas, op. cit. pp. 159-181. Sin subrayar en el original

#### La condición posmoderna
En la posmodernidad se funden las tradiciones surgidas de la Ilustración como legitimación de la verdad en metarrelatos totales: Tras la filosofía kantiana dos relatos fundamentales se habían impuesto en sentido idealista durante el siglo XIX que vinieron a significar política y socialmente el pensamiento conservador y el progresista:
- Friedrich Heinrich Jacobi que legitima la verdad en la creencia de lo trascendente en Dios y Hegel que lo legitima en la filosofía y el Estado; legitimidad que se mantiene como fundamento en las ideologías conservadoras.
- La izquierda hegeliana del marxismo occidental, el psicoanálisis, el existencialismo y el estructuralismo.

A fines del siglo XIX tres corrientes coinciden en la declaración del "fin de la Modernidad", como triunfo de la Razón, que consideran ha fracasado. Aquella Razón ilustrada donde el "sujeto" individual, a través del conocimiento de la verdad, se emanciparía del poder de la religión, la tradición y la superstición, y alcanzaría la libertad es declarada por ambas tendencias como "superada"' y considerarán que lo que queda es el lenguaje.
La declarada "muerte del sujeto", uno de los fundamentos del discurso posmoderno, se hace comprensible a partir de la tradición hermenéutica del lenguaje y su expresión más acabada la fórmula Heidegger: El lenguaje es la casa del ser y en ella habita el hombre. Gadamer llevará hasta sus últimas consecuencias que el ser es el ser del lenguaje, y Derrida considerará como definitivo que no hay nada fuera del texto ("no hay pretexto que ya no sea un texto"). 
Michel Foucault critica el concepto de "verdad" ya que, según él entiende, la "verdad" corresponde a tal o cual determinada episteme; por tal motivo la "verdad" es siempre la "verdad" que legitima al poder de turno. Prefiere no utilizar el término verdad en sí mismo, sino "regímenes de la verdad". En sus investigaciones históricas, descubrió que la verdad es algo que en sí mismo forma parte de una estructura de poder determinada o está incrustada en ella. Por tanto, el punto de vista de Foucault tiene mucho en común con los conceptos de Nietzsche. La verdad para Foucault es también algo que cambia a través de varias epistemes a lo largo de la historia.
- Por su parte la tradición sajona de la filosofía analítica, a partir del segundo Wittgenstein, se constituye a partir de la pérdida del referente del neopositivismo, llevando hasta las últimas consecuencias la crítica al empirismo y lo dado como objeto, considerando que todo se resume en el uso del lenguaje.

- Para el estructuralismo francés que recoge la herencia izquierdista, el lenguaje constituye el aglutinante ontológico, ya anunciado por Nietzsche y Heidegger así como la disolución del sujeto en la herencia marxista[116] y el psicoanálisis.[117]

Habermas en un intento "neomodernista" intenta una reconstrucción de la razón en la superación de la "razón instrumental" (Horkheimer y la crítica marxista de la Escuela de Fráncfort) en la construcción de un diálogo común.
Pero tal diálogo no supone legitimación, señala explícitamente Richard Rorty. Para Rorty, Wittgenstein, Heidegger, Gadamer, Foucault  y Derrida, vienen a coincidir en el sentido del lenguaje que en definitiva conduce a un discurso nihilista. La filosofía no puede constituir un fundamento como metarrelato. No hay legitimación del discurso; se trata de una conversación. Ya en 1955 Lacan al estudiar los relatos había expresado que: La vérité a structure de fiction (La verdad tiene estructura de ficción) en gran medida porque entendió que todo lenguaje humano es casi siempre artificial ya que lo artificial y, así luego lo ficcional,  es connatural al psiquismo humano y porque suele ser el ego de cada sujeto el que da verosimilitud a la realidad y el ego -entiende Lacan- es una instancia engañosa del psiquismo originada (como dispositivo de defensa e identificación) en la infancia de cada sujeto.
Vattimo considera que la posmodernidad es el lugar donde "el nihilismo acabado, como el Ab-grund  heideggeriano, nos llama a vivir una experiencia fabulizada de la realidad, experiencia que es también nuestra única posibilidad de libertad".
¿Sigue siendo la ciencia el gran argumento de autoridad en el reconocimiento de la verdad?. Esta es la pregunta a la que responde "La condición posmoderna" de Lyotard:

La pregunta, explícita o no, planteada por el estudiante profesionalista, por el Estado o por la institución de enseñanza superior, ya no es ¿es eso verdad?, sino ¿para qué sirve? En el contexto de la mercantilización del saber, esta última pregunta, las más de las veces, significa: ¿se puede vender? Y, en el contexto de argumentación del poder ¿es eficaz? Pues la disposición de una competencia performativa  parecía que debiera ser el resultado vendible en las condiciones anteriormente descritas, y es eficaz por definición. Lo que deja de serlo es la competencia según otros criterios, como verdadero/falso, justo/injusto, etc., y, evidentemente, la débil performatividad  en general.
Jean François Lyotard. La condición posmoderna. op. cit. p.94

Lyotard considera que la posmodernidad supone el "fin de los metarrelatos". Es la renuncia a la fundamentación de la verdad. No hay fundamento trascendente alguno para la verdad: ni Dios, ni ciencia, disolviendo la clásica creencia justificada por la razón, tal como consideraba Platón y la tradición filosófica mantuvo.
La Razón se disuelve en su propio discurso; la verdad queda apresada en la manifestación del lenguaje y en su efectividad.
La "verdad" de la "Razón Moderna" se disuelve en la estructura del lenguaje, cuyo uso no requiere fundamentación alguna. Es el "uso" lo que establece la verdad, sin necesidad de ulterior fundamento.
Daniel Bell (1960), desde posturas políticamente conservadoras, había vaticinado "el fin de las ideologías" en la "sociedad postindustrial". Señala en su obra "Las contradicciones fundamentales del capitalismo", que el problema real de la modernidad es la creencia. Una situación que nos lleva de vuelta al nihilismo. El proceso del conocimiento como información genera una "meritocracia" basada en la tecnología y las comunicaciones.
Francis Fukuyama, Jean François Revel anuncian no solo "El fin de la Historia y el último hombre" sino una época de "pensamiento único", consagración definitiva del triunfo del capitalismo liberal, tras la caída del muro de Berlín. Samuel Phillips Huntington por su parte considera que esto conduce a un choque de civilizaciones.
Desde la izquierda, por otro lado, Fredric Jameson considera que lo posmoderno significa el final de la ideología, del leninismo, de la socialdemocracia y del estado del bienestar.
La cuestión así planteada hay que reconocer que se encuentra totalmente fuera de lugar en el mundo actual.
No cabe duda de que en los contextos concretos el criterio ha sido asumido por el de competencia como "saber adecuado a lo concreto" por parte de los expertos. La verdad no es una cosa, es "muchas"; no es algo cerrado sino abierto; no tiene un método, sino muchos; no está hecha, sino se hace; o mejor dicho, se construye.

## Teorías actuales acerca de la verdad

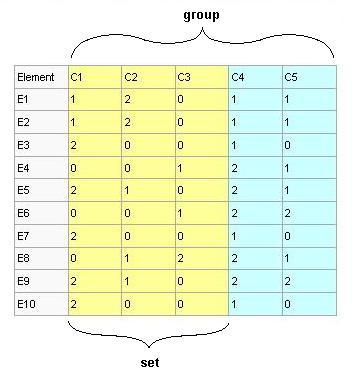
Tabla de verdad II

Una teoría debe satisfacer dos propiedades fundamentales:
- Describir con precisión una extensa cadena de estructuras lingüísticas sobre la base de un modelo que contenga unos pocos elementos arbitrarios.
- Poder realizar predicciones concretas acerca de los resultados de futuras estructuras lingüísticas utilizadas por los hablantes.

¿Es posible agrupar según caracteres y propiedades y clasificar en algún orden las teorías sobre la verdad?

### Teoría correspondentista
La teoría correspondentista de la verdad, o teoría de la verdad como correspondencia, establece que la verdad o falsedad de una proposición está determinada únicamente por la forma en que se relaciona con el mundo, y si describe con exactitud (se corresponde con) el mundo. Según esta teoría, la verdad consiste en una relación de adecuación o concordancia entre el entendimiento que conoce y lo real, junto con la expresión de un lenguaje (lenguaje «apofántico» que llamaba Aristóteles), lenguaje propio de la ciencia, que expresa la verdad del conocimiento. No obstante en la actualidad, la no aceptación de un conocimiento metafísico de lo real, hace que esta teoría se considere referente a una oración o expresión lingüística que es verdadera cuando lo que dice es el caso.
La teoría de la verdad como correspondencia es quizás la teoría de la verdad más extendida. La idea general se remonta por lo menos a algunos de los filósofos griegos clásicos, tales como Sócrates, Platón y Aristóteles. Según la versión tomista de la adecuación, es el intelecto el que debe adecuarse a la realidad (asimetría adecuacionista): debemos pensar las cosas conforme a lo que son. Así, la proposición «llueve» será verdadera si, efectivamente, llueve en el momento en que se profiere; la proposición «Dios existe» será verdadera si Dios existe, etc. La teoría experimentó un resurgimiento a principios del siglo XX como reacción a la teoría coherentista de la verdad que sostiene que la verdad o falsedad de una proposición está determinada por su relación con otras proposiciones en lugar de su relación con el mundo. Por contraste, las teorías correspondentistas intentan establecer una relación entre los pensamientos o las proposiciones por un lado, y las cosas o los hechos por el otro. En su Tractatus logico-philosophicus, Ludwig Wittgenstein sostiene que el lenguaje —como serie de proposiciones lógicas— es una figura de la realidad.

### Teoría coherentista
La teoría coherentista de la verdad, o teoría de la verdad como coherencia, es una teoría de la verdad que sostiene que una proposición es verdadera solo si es acorde  con el resto de las proposiciones del sistema del que forma parte. Así, la proposición «3 + 5 = 8» es verdadera en la medida que es coherente con las reglas de la matemática elemental.
Un principio dominante de estas concepciones es que la verdad es sobre todo una propiedad de sistemas de proposiciones y que solo se puede atribuir verdad a proposiciones individuales derivativamente, de acuerdo con su coherencia con el conjunto. Los teorizadores difieren principalmente en si la coherencia da lugar a muchos sistemas verdaderos posibles o si solo hay un sistema verdadero. Por lo tanto, en general la verdad requiere la adecuación de los elementos en el sistema completo. Ideas como esta forman parte de la perspectiva filosófica conocida como holismo teorético.
En general se considera que la coherencia implica algo más que la simple consistencia lógica. Así, se considera que la completitud y la inteligibilidad de los conceptos son dos factores críticos a la hora de juzgar su utilidad y validez. Las teorías coherentistas de la verdad no consideran que la coherencia y la consistencia sean meramente factores importantes de un sistema, sino que estas propiedades deben de ser suficientes para su verdad.
Según otra versión de la teoría coherentista, abanderada especialmente por Harold Henry Joachim, la verdad es una coherencia semántica que involucra algo más que la consistencia lógica. Con este punto de vista, una proposición es verdadera hasta el extenso de que es un constituyente necesario de un todo sistemáticamente coherente. Otros miembros de esta corriente de pensamiento, como Brand Blanshard sostienen que este todo debe ser tan interdependiente que todo elemento en él necesita, e incluso implica, cualquier otro elemento. Los exponentes de este punto de vista infieren que la verdad más completa es una propiedad que solo puede tener un único sistema coherente, llamado el absoluto, y que las proposiciones y sistemas humanamente cogniscibles tienen un grado de verdad proporcional a cuánto se aproximan a este ideal.

### Teoría pragmática
Las teorías pragmáticas de la verdad afirman que una proposición es verdadera si resulta útil o funciona en la práctica. Así, la proposición «en verano hace calor» es verdadera si constituye una buena guía para la acción, esto es, si resulta útil para cualquier persona que la considere verdadera. Hay que entender el criterio de utilidad como una apelación a comprobar en la práctica la verdad de las proposiciones, sin caricaturizar la premisa básica. Si sucede tal y como la proposición indica, entonces es verdadera. Así pues, según la teoría de la utilidad, solo podremos establecer la verdad de una proposición cuando la comprobamos en la práctica. Esta exigencia no se produce en la teoría de la correspondencia, en la que una proposición es verdadera si se corresponde con los hechos, aunque estos no puedan comprobarse. Como es obvio, la comprobación de una proposición está sujeta a ciertas limitaciones: primero ha de ser verificable, y además la verificación no es infalible.

### Teoría deflacionaria
La teoría deflacionaria de la verdad es una familia de teorías que comparten la afirmación de que las aseveraciones que predican la verdad de una proposición en realidad no le atribuyen una propiedad llamada verdad a dicha proposición o enunciado de la misma forma que se atribuye una propiedad a un objeto cualquiera. Michael Dummett atribuye la teoría de manera inicial a Gottlob Frege, y esta habría encontrado defensa en otros autores como Quine, Ayer y Ramsey.
Las teorías que sostienen que la verdad es una propiedad de los portadores de verdad, tal como interpretar que «algunas manzanas son rojas» equivale a afirmar que «el rojo es una propiedad de algunas manzanas», se las llama teorías robustas (o inflacionarias) de la verdad.
Para tales teorías, la tarea es explicar la naturaleza de esa propiedad. Los criterios de verdad definen qué se entiende por «verdad» y nos ayudan a decidir si una proposición es verdadera o falsa. Hay diferentes criterios de verdad, aplicables a distintos tipos de proposiciones. Tales han sido tradicionalmente las teorías acerca de la verdad.
En la actualidad algunos filósofos rechazan la idea de que la verdad es un concepto robusto en este sentido. Desde este punto de vista, decir «"2 + 2 = 4" es verdad» es no decir más que «2 + 2 = 4», y eso es todo lo que hay para decir acerca de la verdad. Estas posiciones son llamadas teorías deflacionistas de la verdad (porque el concepto ha perdido valor) o también teorías desentrecomilladoras (para llamar la atención a la mera «desaparición» de las comillas de citación en casos como el del ejemplo de arriba). La preocupación más importante de estas visiones es aclarar esos casos especiales donde parece que el concepto de la verdad tiene propiedades peculiares e interesantes.
Desde este punto de vista, la verdad no es el nombre de alguna propiedad de las proposiciones —algo sobre lo que uno podría tener una teoría. La creencia de que la verdad es una propiedad es sólo una ilusión causada por el hecho de que tenemos que predicar «es verdad» en nuestro lenguaje. Como la gran parte de los predicados nombran propiedades, nosotros asumimos de forma natural que «es verdad» también lo es.
Pero, de acuerdo con los deflacionistas, las declaraciones que parecen decir la verdad realmente no hacen más que indicar estar de acuerdo con la declaración.

### Otras teorías
El constructivismo sostiene que la verdad es construida por procesos individuales y sociales sin correspondencia biunívoca con las relaciones con el entorno.
- El conocimiento «no se recibe pasivamente, ni a través de los sentidos, ni por medio de la comunicación, sino que es construido activamente por el sujeto cognoscente».
- «La función del conocimiento es adaptativa, en el sentido biológico del término, tendiente hacia el ajuste o la viabilidad».
- «La cognición sirve a la organización del mundo experiencial del sujeto, no al descubrimiento de una realidad ontológica objetiva».
- Existe una exigencia de socialidad, en los términos de «una construcción conceptual de los “otros”»; en este sentido, las otras subjetividades se construyen a partir del campo experiencial del individuo. Según esta tesis, originada en Kant, la primera interacción debe ser con la experiencia individual.

Partiendo de la definición kantiana entre fenómeno y noúmeno el conocimiento es una construcción mental. Todos los tipos de experiencia son esencialmente subjetivos, y aunque se puedan encontrar razones para creer que la experiencia de una persona puede ser similar a la de otra, no existe forma de saber si en realidad es la misma.

#### Conclusión
Por teoría se entiende, en sentido estricto, una entidad abstracta que constituye una explicación o descripción formal de un conjunto relacionado de observaciones realizadas en el lenguaje natural. Una teoría se establece sobre hipótesis. Abarca, por lo general, determinadas reglas.
Padilla Gálvez, J., op. cit. p. 74

## Definiciones formales de verdad

### Concepto semántico de verdad

#### Alfred Tarski

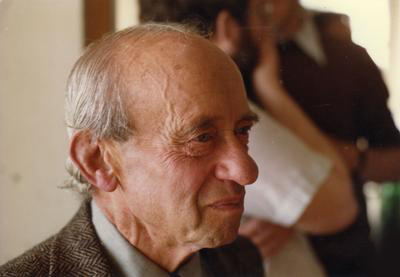
Alfred Tarski.

El problema: ¿Se puede presentar una definición satisfactoria que sea materialmente adecuada y formalmente correcta del término verdadero? Tarski demostró que la aplicación no paradójica del concepto de verdad depende de la distinción entre lenguaje objeto y metalenguaje.
Esta distinción le permitió formular una teoría semántica de la verdad. Según Tarski, la verdad de un enunciado en un lenguaje objeto se debe declarar siempre desde un metalenguaje, o de lo contrario se cae en paradojas semánticas como la paradoja del mentiroso. Por ejemplo, dada una oración como "la nieve es blanca", si se quiere declarar su verdad, se debe escribir algo como lo siguiente:
"La nieve es blanca" es verdadera.
Se ve así cómo la oración en cuestión está siendo mencionada, no usada. Mientras la oración está expresada en el lenguaje objeto, la declaración de su verdad se hace desde el metalenguaje (véase Distinción entre uso y mención).
La condición de adecuación material de Tarski supone que toda teoría de la verdad implica, para cada oración P del lenguaje objeto X para el que se define la verdad, que 'P' (nombre de oración) es verdadera si y solo si P (lenguaje objeto que habla del contenido semántico material de 'P', bien sea la referencia a algo del mundo, bien sea a su vez, referente a otro lenguaje objeto Y).
Se establecen de esta forma, niveles de lenguaje en el que cada nivel establece su contenido de verdad. Cada nivel de verdad se establece mediante subíndices. Tarski enuncia una teoría semántica de la verdad como teoría formal de la misma:
| Para un lenguaje formal dado, construido mediante las operaciones comunes del cálculo de predicados de primer orden, que llamamos lenguaje objeto, y le asignamos un nivel de lenguaje L0: 'P' es verdadero si y solo si P. |
| --- |

La definición de "verdadero" adopta con referencia al lenguaje objeto el concepto de "satisfacción". Las oraciones abiertas son elementos del lenguaje para el que se define la verdad. Tales funciones proposicionales no son ni verdaderas ni falsas en sí mismas, (no son proposiciones) sino funciones que son satisfechas por unos objetos y no satisfechas por otros. Tales funciones necesitan de la interpretación de un lenguaje que especifica los objetos como argumentos de la función que satisfacen cada elemento. Una oración cerrada, como proposición, es una función proposicional con nombres de objetos en el lugar de las variables o con variables lógicamente cuantificadas. Como proposición lógica dicha oración puede ser verdadera o falsa.
Tarski afirma que una oración es verdadera en su nivel de lenguaje objeto si y solo si es satisfecha por todos los objetos con que se ha definido una interpretación de su nivel de lenguaje y falsa si no es satisfecha por ninguno. Así, dice Tarski: 'La nieve es blanca' es verdadero si y solo si la nieve es blanca.
Observemos que tal definición de verdad responde al concepto aristotélico de verdad. No tanto a una Teoría de “correspondencia” que tenga por supuesto la identidad entre la verdad “enunciada” y la “realidad objetiva de los hechos del mundo”, que Aristóteles afirma y que Tarski no niega sino que establece las condiciones formales del lenguaje que puede manifestarla. Por ello esta definición es formal y no depende de ningún contenido.

Decir de lo que no es que es, o de lo que es que no es, es falso, y decir de lo que es que es, o de lo que no es que no es, es verdadero.

Aristóteles. Met., T, 7, 1011 b 26-8

De esta manera Tarski dio una solución lógica a la famosa paradoja del mentiroso:
“Epiménides el cretense dice que todos los cretenses son mentirosos”.
Paradoja que desde la antigüedad no encontraba un posible sentido de verdad, siendo, como es, una oración plenamente conforme a las reglas de la gramática. Analizando la frase según el esquema propuesto por Tarski:
| Lenguaje nivel 1: L1 Nivel de verdad 1: V1 | 'Epiménides el cretense dice que todos los cretenses son mentirosos' es verdadero si y solo si Epiménides el cretense dice que todos los cretenses son mentirosos |
| Lenguaje nivel 0: L0 Nivel de verdad 0: V0 | 'Todos los cretenses son mentirosos' es verdadero si y solo si todos los cretenses son mentirosos                                                                 |

Lo que la lengua escrita, por otro lado, resuelve gráficamente expresándolo de esta forma:
Epiménides el cretense dice: “Todos los cretenses son mentirosos”.
Donde aparecen claramente los dos niveles de lenguaje y el contenido de verdad de cada uno de ellos:
- Lo que dice Epiménides
- El hecho de que todos los cretenses sean mentirosos o no lo sean.

#### Saul Kripke

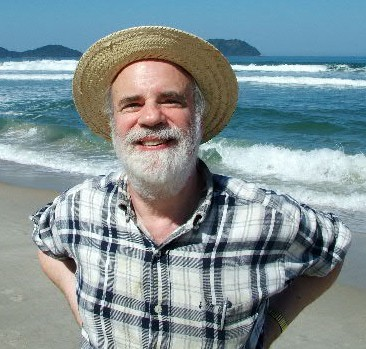
Kripke en 2005.

Kripke considera que la definición de Tarski es muy artificiosa y empobrece enormemente la capacidad veritativa del lenguaje ordinario en el que la gente expresa sus pensamientos. Pretende devolver al lenguaje objeto, en su caso al lenguaje natural, su significatividad de verdadero.

Los filosófos han tenido suspicacias con respecto al enfoque ortodoxo en tanto que análisis de nuestras intuiciones. Sin lugar a dudas nuestro lenguaje contiene una sola palabra “verdad”, y no una secuencia de expresiones distintas “verdadn”, la cual se aplica a oraciones de niveles más altos. 

Un defensor de la posición ortodoxa puede responder en contra de esta objeción (en el caso de que no mande a volar de una vez por todas al lenguaje natural, como Tarski se inclinaba a hacerlo) que la noción ordinaria de verdad es sistemáticamente ambigua: su “nivel” en una figuración particular se determina por el contexto de la proferencia y por las intenciones del que habla.
Kripke. Esbozo de una teoría de la verdad. Edición castellana, 1984, México. UNAM. p. 12

Kripke considera que la gente en su hablar diario inevitablemente usa la palabra “verdadero” con un significado lleno de sentido y que tiene poco que ver con la definición formal tarskiana.
Teniendo en cuenta la posibilidad de las verdades necesarias a posteriori tal como las concibe Putnam, considera que se mantiene el sentido de verdad en el propio lenguaje objeto sin necesidad de recurrir a niveles diversos de lenguajes.
Para ello es suficiente tener un concepto de verdad parcialmente definida, en la medida en que la referencia queda fijada por la comunidad de hablantes.
Lo mismo que el nombre propio queda fijado referencialmente por el “bautismo” y sus sucesivas transmisiones referenciales, el nombre común puede quedar fijado referencialmente por un conjunto de descriptores establecidos culturalmente por la comunidad justificando plenamente el sentido de verdad del lenguaje ordinario.
De este modo la significatividad de una oración o el carácter de estar bien formada radica en el hecho de que hay circunstancias especificables bajo las cuales se dan condiciones de verdad determinada. Para ello solo necesitamos un esquema semántico que permita manejar predicados en los que la referencia queda plenamente fijada sin tener que recurrir a predicados de esencia.

Considero que ninguna propuesta incluyendo la que he de presentar aquí sea definitiva en el sentido de suministrar la interpretación del uso ordinario de “verdadero” o dar la solución a las paradojas semánticas. Por el contrario, por ahora no he pensado a fondo en una justificación detallada de la propuesta, ni estoy seguro de cuáles son las áreas exactas y las limitaciones de su aplicabilidad. Espero que el modelo aquí suministrado tenga dos virtudes: primero que proporcione un área rica en propiedades matemáticas y relativas a la estructura formal; segundo que estas propiedades recojan en buena medida intuiciones importantes. Así pues el modelo ha de ser puesto a prueba por su fertilidad técnica. No tiene por qué recoger todas las intuiciones, pero se espera que recoja muchas de ellas.
Kripke. op. cit. p. 20

| Dado un dominio no vacío D, un predicado monádico P(x) se interpreta mediante un par (S1, S2) de conjuntos de D; S1 = extensión de P(x); S2 = complementario de S1; Entonces P(x) ha de ser verdadero de los objetos en S1 y falso de los objetos en S2. De no ser así P(x) sería indefinido asumiendo la lógica trivalente fuerte de Stephen Kleene. |

Partiendo de un P(x) elemental que no tiene el predicado de verdadero, se considera un dominio D, no vacío y significativo, en el que se establecen las condiciones de “verdadero”, “falso” o “indefinido”.
El sentido de verdad ordinario del lenguaje se inicia en un dominio significativo del lenguaje (ser blanca) y un conjunto de objetos que hacen verdadera dicha expresión lingüística, (entre ellos, la nieve). A su vez un conjunto de objetos que la hacen falsa (entre ellos los cuervos).
El significado de la expresión “la nieve es blanca" tiene un carácter significativo de verdad en el propio lenguaje objeto.
De la misma forma, siendo P = ser verdadero y x = la nieve es blanca, tiene significado de verdad: "La nieve es blanca es verdadero".
Pues esa expresión como un nuevo segmento unitario, P(x) se constituye como un nuevo elemento significativo del mismo lenguaje. De modo que podemos decir en el mismo nivel de lenguaje objeto: “la nieve blanca es verdadero, es verdadero” y así sucesivamente.
Ciertamente, como dice Kripke, el análisis llevaría a una serie infinita de segmentos, pero en el lenguaje ordinario no es necesario. Y como dice él mismo tampoco lo pretende con su modelo como algo definitivo.
Los críticos de Kripke no obstante consideran que el esquema no acaba suprimiendo una jerarquía de niveles aun cuando sean dentro del mismo lenguaje objeto.
Otros consideran que surgen divergencias de contenido de verdad; otros que pueden aparecer paradojas cuando se produce autorreferencia del lenguaje.

#### Otras definiciones
Hay una definición de verdad que aparece en el Dictionnaire de Greimas-Courtés (1979) que parece hecha aposta para irritar a quienquiera que apoye una semántica veritativo-funcional, por no hablar de todo partidario de una teoría correspondestista de la verdad:

La verdad designa al término complejo compuesto por los términos ser y parecer situados en el interior del cuadro semiótico de las modalidades veridictorias, en el eje de los contrarios. Es útil subrayar que lo «verdadero» está situado en el seno mismo del discurso, pues es el resultado de las operaciones de veridicción, con lo que se excluye toda relación (o toda homologación) con un referente externo.

Umberto Eco. op. cit. p. 297

## Tipos de verdad

### Subjetiva y objetiva
Las verdades subjetivas son aquellas con las cuales estamos más íntimamente familiarizados, puesto que su contenido de verdad encuentra su fundamento en el propio sujeto que conoce y formula dicha verdad. Son las verdades de la propia experiencia. El subjetivismo es la teoría que considera que todas las verdades son subjetivas, es decir, dependen del sujeto que conoce.
A veces se considera impropiamente como condición subjetiva el hecho de que el sujeto no sea el sujeto individual sino el sujeto trascendental kantiano. Pero en ese caso se justificaría la objetividad del conocimiento con independencia de la formulación de un sujeto individual. En ese caso hablaríamos de un antropocentrismo gnoseológico.
En contraste, las verdades objetivas pretenden ser independientes de nuestras creencias subjetivas y gustos y el fundamento de las mismas independiente del hecho de ser conocida por el sujeto individual. Tal es la pretensión de la verdad científica.
Cuando se reconoce que hay o puede haber otros puntos de vista o forma de conocer entonces más que de subjetivismo se debe hablar de perspectivismo.

### Relativa y absoluta
Las verdades relativas son aquellas ideas o proposiciones que únicamente son verdad en relación con alguna norma, convención o punto de vista. Usualmente, la norma mencionada son los principios de la propia cultura. Todo el mundo acuerda en que la veracidad o falsedad de algunas ideas es relativa: Si se dice que el tenedor se encuentra a la izquierda de la cuchara, ello depende de desde dónde uno esté viendo. Sin embargo, el relativismo es la doctrina que señala que todas las verdades de un dominio particular (dígase moral o estética) son de esta forma, y el Relativismo implica que toda verdad solo es en relación con la propia cultura. Por ejemplo, el relativismo moral es la perspectiva que apunta a que todas las verdades son socialmente inspiradas. Algunos problemas lógicos sobre el relativismo se explican en el artículo falacia relativista.
Las verdades relativas pueden ser contrastadas con las verdades absolutas u objetivas. Estas últimas son ideas o proposiciones que serían verdaderas para todas las culturas y tiempo. Estas ideas frecuentemente son atribuidas a la misma naturaleza del universo, de Dios, la naturaleza humana o a alguna esencia fundamental o significación trascendente.
Lo absoluto en un dominio particular del pensamiento es la visión de que todas las proposiciones en tal dominio son absolutamente ciertas o absolutamente falsas sin restricción o condición alguna.
El absolutismo moral es la visión de que las normas y principios morales son absolutamente, es decir incondicionados completamente verdaderas o falsas para todas las culturas en todas las eras y en toda situación dada con independencia de los individuos afectados.

### Ontológica y epistemológica
- Predicado de una realidad: verdad ontológica.
- Predicado de un conocimiento, creencia, proposición, o enunciado: verdad epistemológica.

Estas dos formas de consideración de la verdad no siempre aparecen claras en el uso vulgar de la palabra.
En el primer caso se usa para distinguir una realidad como realidad verdadera en oposición a una realidad “aparente”, “ilusoria” “irreal” o “inexistente”; lo que ocurre cuando tomamos una realidad por “otra”. En este sentido afirmamos, es “oro falso” o “falso oro”, parece oro, pero no lo es.
En el segundo caso se utiliza con referencia al conocimiento en cuanto contenido de una creencia, proposición o enunciado que puede ser “verdadero o falso” según se corresponda o no con la realidad que pretende expresar.
En un sentido no crítico la verdad epistemológica se suele tomar como correspondencia necesaria con la ontológica. Por ello es el sentido más vulgar y corriente de lo que se entiende por verdad.
El sentido ontológico constituye el fundamento de cualquier concepto de verdad, si bien en la filosofía actual este sentido de la verdad se valora bajo un supuesto de condiciones estructurales del proceso del conocimiento y no como un contenido concreto de realidad plenamente conocida.
Sin embargo la posibilidad misma del conocimiento de la verdad así entendida es rechazado por los escépticos considerando que no es posible para el conocimiento humano el conocimiento de la realidad.
El máximo exponente de una filosofía basada en este sentido de verdad ontológica es Platón. Los cristianos y escolásticos encontraron la solución situando esa verdad en el mismo conocimiento divino, pues el conocimiento de Dios es un acto creador pues en Dios conocimiento y realidad coinciden; en cambio los conceptos humanos son entes de razón con fundamento en la cosa. Los escolásticos afirmaban que el “ente” poseía la cualidad de su propia verdad. Omne ens est verum, con independencia de su ser o no ser conocido.
Los racionalistas e idealistas, Descartes, Spinoza, Leibniz, Hegel, y Russell o Ludwig Wittgenstein en un determinado momento de su pensamiento pensaron también así: todas las verdades, en último término, han de ser verdades de razón para Dios donde alcanzan su carácter absoluto. Bien se entienda por Dios un Ser Trascendente, bien sea entendido en un sentido panteísta identificado con la Naturaleza o el Espíritu o la Humanidad o la Ciencia.
El empirismo puro, por el contrario, piensa que todo conocimiento es verdad de hecho relativa a la realidad “conocida” por la experiencia, y no es posible el conocimiento metafísico como en los escépticos.
En la actualidad, dada la valoración que se tiene de la posibilidad de un conocimiento metafísico de la “realidad en cuanto tal” este concepto no suele ser tenido mucho en cuenta.
La verdad lógica, (hoy día más bien se denomina "epistemológica"), como conocimiento de verdad objetiva encuentra su máximo exponente en la verdad científica. Hoy es más propio denominarla verdad epistemológica, a fin de evitar la confusión con el sentido lógico-formal característico de la lógica formal.
La filosofía en la actualidad considera la verdad científica como tendencia que se dirige a un horizonte abierto de experiencia superior a la mera conciencia; en un proceso de acercamiento permanente hacia el conocimiento de lo real.
Lo que deja el ámbito de la verdad abierto a otros tipos de conocimientos verdaderos no sometidos estrictamente al ámbito y al método científico.

### Material y formal
La verdad formal se entiende solo en el sentido de verdad lógica, como tautología, que no habla del mundo. La verdad material, epistemológica, por su parte, tiene un contenido cuyo referente es del mundo; en el supuesto, por otra parte, de que dicha verdad pretende tener su referente en la verdad ontológica; dicha relación de referencia no es directa y difícilmente asequible al conocimiento a posteriori de la experiencia, pues no aparece una relación sin más evidente; tal es el esfuerzo de la investigación científica. En la conciencia no crítica o vulgar consideramos y suele mantenerse una identidad tal cual entre lo real y la realidad en tanto que conocida, pues tal distinción no es útil en la vida ordinaria.
La verdad formal se establece entre el contenido significativo de verdad de una expresión lingüística concreta (o de un discurso o de una obra completa) y la estructura de la proposición o conjunto de proposiciones en que se resuelve dicha expresión lingüística como lenguaje formalizado,  analizada según un sistema o cálculo lógico.
Consideremos el contenido de verdad de la frase siguiente: «Si todos los elefantes tienen alas y todos los seres alados vuelan, entonces los elefantes vuelan». El contenido de la frase como discurso, respecto a la verdad de su contenido significativo en el mundo, es claramente falso. Este discurso en cuanto a su contenido material, es falso. Su verdad material es falsa.
Sin embargo en cuanto a su forma o estructura lógica, es una verdad no solo respecto a este discurso concreto sino que todo discurso que mantenga la misma forma o estructura lógica será siempre y necesariamente lógicamente verdadero. Su forma lógica hace verdadero el discurso en este sentido. Su verdad formal es verdad.

### Verdad moral
Es la concordancia entre lo que se dice y manifiesta con la palabra o con la acción respecto a la creencia en lo que es verdadero. Su contrario no es lo falso o el error sino la mentira.
Su manifestación es una virtud moral, esto es: ser veraz, decir, usar o profesar siempre la verdad.

## Verdad e historia

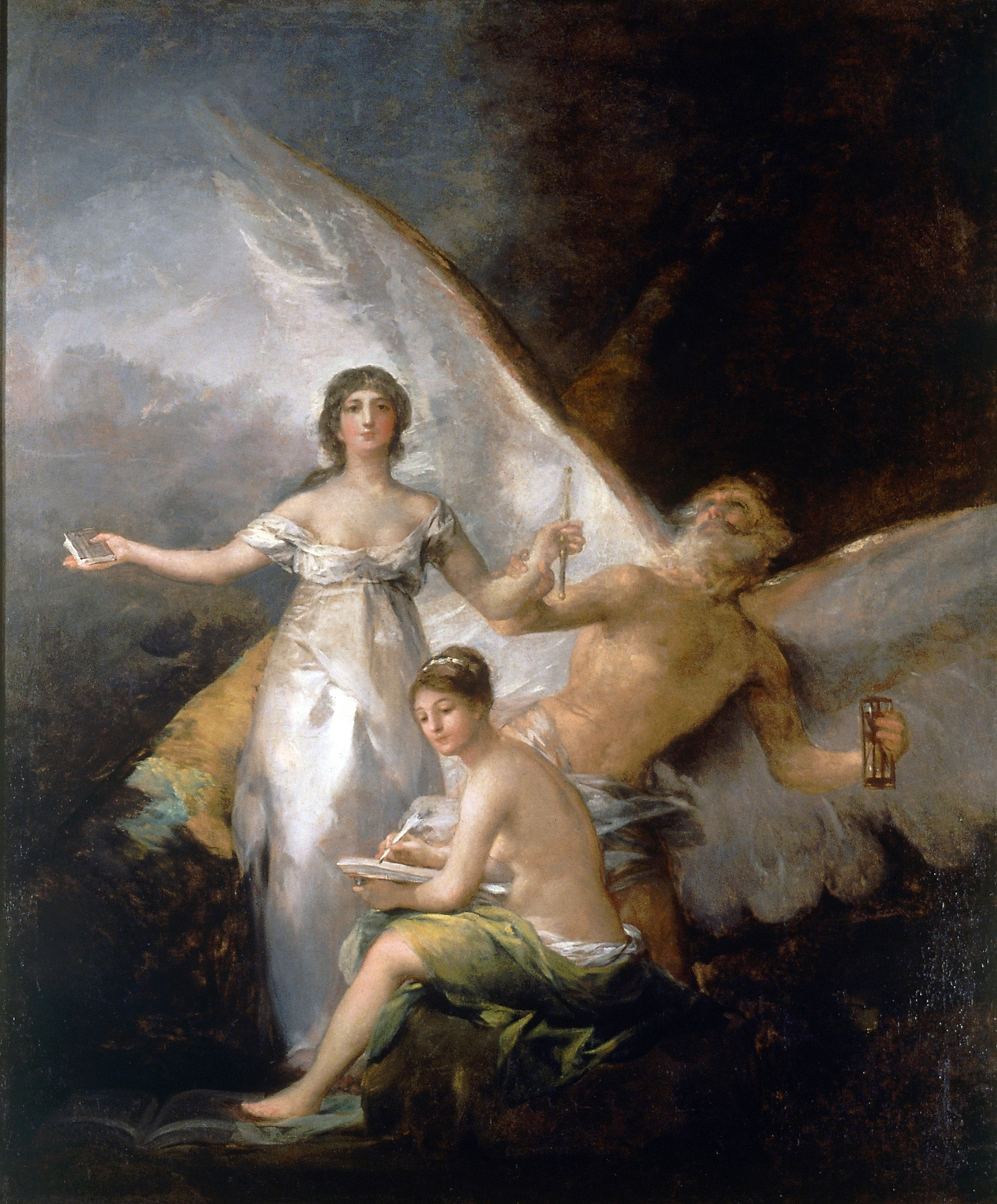
La Verdad, el Tiempo y la Historia (Goya)

Sin duda alguna es un momento histórico el día que Aristarco de Samos concibió como verdad que la tierra gira alrededor del sol. Por lo mismo es un "acontecer histórico" la evolución que dicha idea como verdad ha recorrido a lo largo de los siglos hasta Copérnico y al siglo XVII en que definitivamente es "aceptada" como verdad por la comunidad científica, y más tarde como "verdad social y cultural".
Asimismo es un acontecer histórico la influencia cultural y los hechos que se han derivado de tal conocimiento tanto en el mundo de la ciencia como en el de la cultura.
No obstante estos dos aspectos no afectan al contenido de la verdad como tal. Si desde siempre, eternamente ha sido verdad y lo sigue siendo que "la tierra gira alrededor del sol", tales aconteceres mundanos no afectan en absoluto a la verdad como tal verdad ontológica. Tales son los supuestos del "realismo".
Ahora bien, ¿podemos afirmar que esa verdad, en cuanto verdad, existía cuando dicho conocimiento verdadero no existía?  ¿No tendríamos que afirmar que dicha verdad aparece según un momento de desarrollo histórico cultural de la racionalidad, que "hace verdadero" no solo el hecho del giro de la tierra alrededor del sol, sino el nuevo concepto de "cielos", "astros" "tierra" etc. y las modificaciones que introducen en el mismo concepto de hombre, conocimiento, historia? Porque dicho conocimiento, en tanto que verdadero, es un momento más del "devenir" de lo real en tanto que realidad, pues en definitiva la verdad racional no deja de ser un momento del devenir de lo real.

La historicidad de la verdad racional no consiste por tanto en decurso, ni tempóreo ni temporal, de una actualidad, sino que consiste en un modo de constitución de la actualidad de lo real: en ser actualidad posibilitada, actualidad cumplida.
Zubiri. op. cit. p. 304

La verdad racional, como problema, en encuentro mundanal, posibilitante de posibilidades, surge como cumplimiento, puesto que es actuación en un logos, es lógica; pero al mismo tiempo, por ello mismo, la verdad racional es cumplimiento, es decir "realización de posibilidades". Se trata de la actuación realizada por una potencia individual, sin duda alguna, pero es al mismo tiempo una actualización realizada de las cosas, puesto que dicha verdad no es algo separado del proceso en que se cumple. En este sentido la verdad es un hecho, como actuación de una "potencia" (la acción humana), al mismo tiempo que "suceso" como realización de posibilidades, que es precisamente en lo que consiste la esencia de lo histórico.
Que la verdad racional tiene historia es una trivialidad, como hemos visto antes. Es obvio que está condicionada en su devenir por las condiciones materiales y culturales de un momento histórico.
Pero parece importante subrayar otro aspecto: "ser histórico" no significa lo mismo que "ser historia", aspecto que ahora queremos destacar. La verdad racional tiene un carácter intrínseco y formalmente histórico en cuanto verdad.
Algo que para el realismo clásico resultaría absolutamente inconcebible.
Es evidente que lo real en cuanto real no tiene por qué ser histórico. Cualquier planeta descubierto o astro por descubrir en cuanto real no tiene un ser histórico en cuanto realidad.
Pero en cuanto "actualización racional" que la constituye como verdad mundanal (y por tanto conocida) sí lo es. En definitiva la verdad racional tiene por un lado un carácter de encuentro: es verdad lógica. Pero por otro lado tiene un carácter de cumplimiento: es verdad histórica.

## Verdad y valor
La realidad histórica de la verdad racional lleva implícita una consecuencia importante: La verdad racional es la realización de un valor a posteriori. Esto evita toda complicidad con todo historicismo que pretende establecer la verdad racional "a priori", (Popper op. cit.).
Si la verdad racional permanece en la historia lo es en tanto que realiza un determinado valor: Ser al menos provisionalmente la actualización del conocimiento en tanto que este interpreta el "verdadear" de la realidad.
En efecto no cabe duda de que la "Teoría de la gravedad aristotélica" hacía verdadero la "realidad mundanal" de la caída de los cuerpos. Sin duda alguna la "Teoría de la gravitación universal" de Newton hizo históricamente verdadero la misma realidad mundanal. Como ahora de hecho la "Teoría de la relatividad" hace verdadera la misma "realidad mundanal" conforme a nuevos parámetros racionales. ¿Qué razón, es decir, qué verdad racional, justifica y hace posible la sustitución de una verdad por otra en tanto que racionales? ¿Hay más de una "racionalidad" en la verdad? ¿o son diferentes "justificaciones" racionales en cada momento o situación histórica y cultural según nuevos modos de interpretar la realidad percibida en la experiencia?
A estas cuestiones no hay más alternativa que:
- admitir de modo "esencial" un relativismo absoluto, lo cual nos llevaría al absurdo de la carencia de justificación racional de la propia verdad.
- admitir un relativismo racional enmarcado por la realización de ciertos "valores racionales" o ejercicio de ciertas "virtudes doxásticas" que hagan posible construir un saber científico que nos permite construir una representación del mundo que tenga determinadas características:[177]
  - Eficacia instrumental;
  - Coherencia;
  - Alcance comprensivo;
  - Simplicidad funcional.

Una vez privados de la vieja idea realista de la "verdad como correspondencia" y de la idea positivista bajo cuya óptica la justificación se fija mediante "criterios" públicos, nos hemos quedado con la necesidad de considerar nuestra búsqueda de mejores concepciones de la racionalidad como una actividad intencional y humana, la cual, como cualquier actividad que se alce por encima del hábito y del mero seguimiento de la inclinación o de la obsesión, está orientada por la idea de lo bueno.
 Putnam, op. cit. p. 140